# Biserica romano-catolică din Cătina

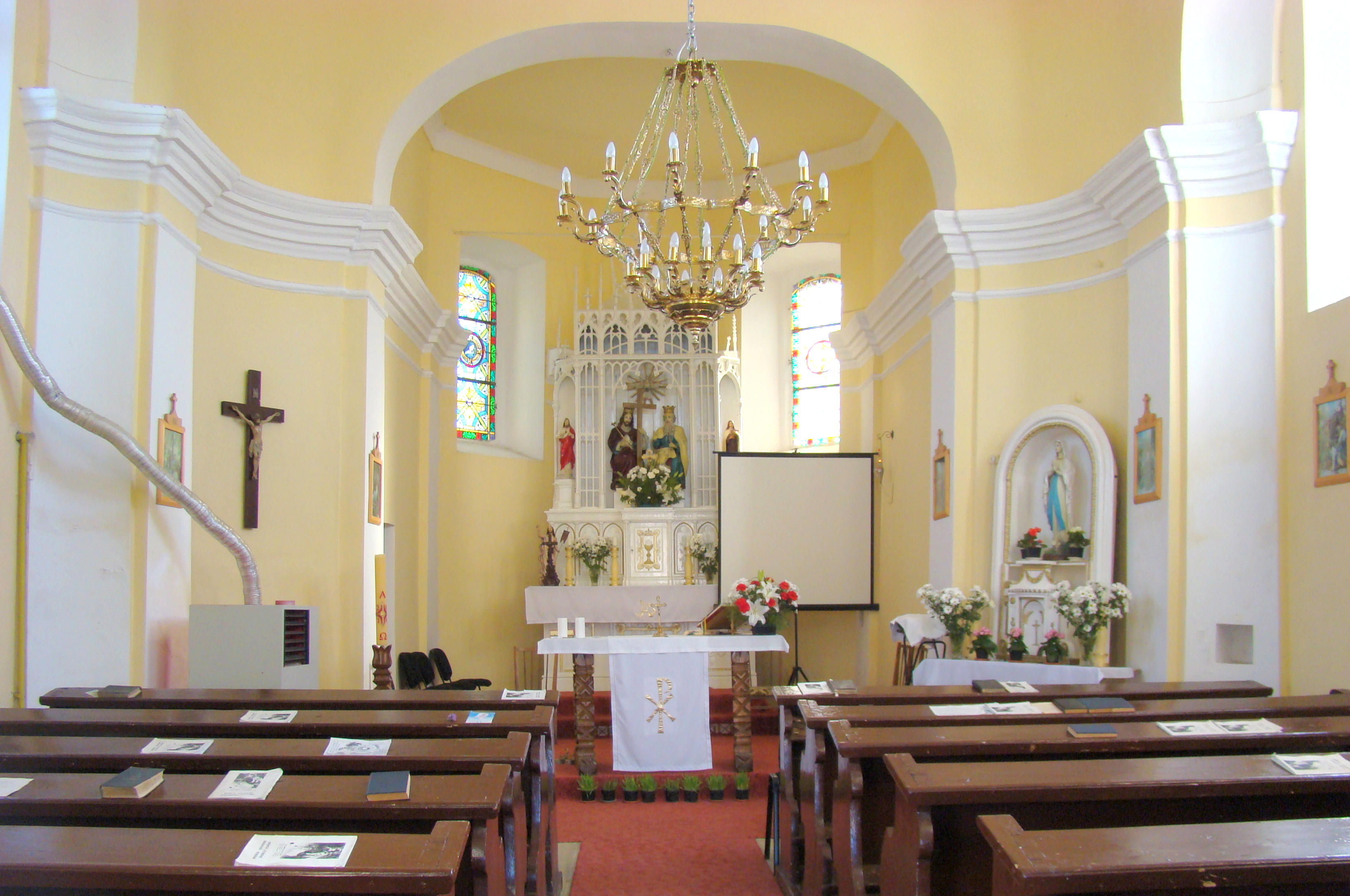
Nava spre altar

Biserica romano-catolică din Cătina este un monument istoric aflat pe teritoriul satului Cătina; comuna Cătina.

## Localitatea
Cătina (în maghiară Katona) este satul de reședință al comunei cu același nume din județul Cluj, Transilvania, România. Prima menționare documentară a satului Cătina este din anul 1327, sub numele de Kathuna.

## Biserica
A fost construită între 1802 și 1806, cu sprijinul familiei nobiliare Haller.

## Imagini din exterior

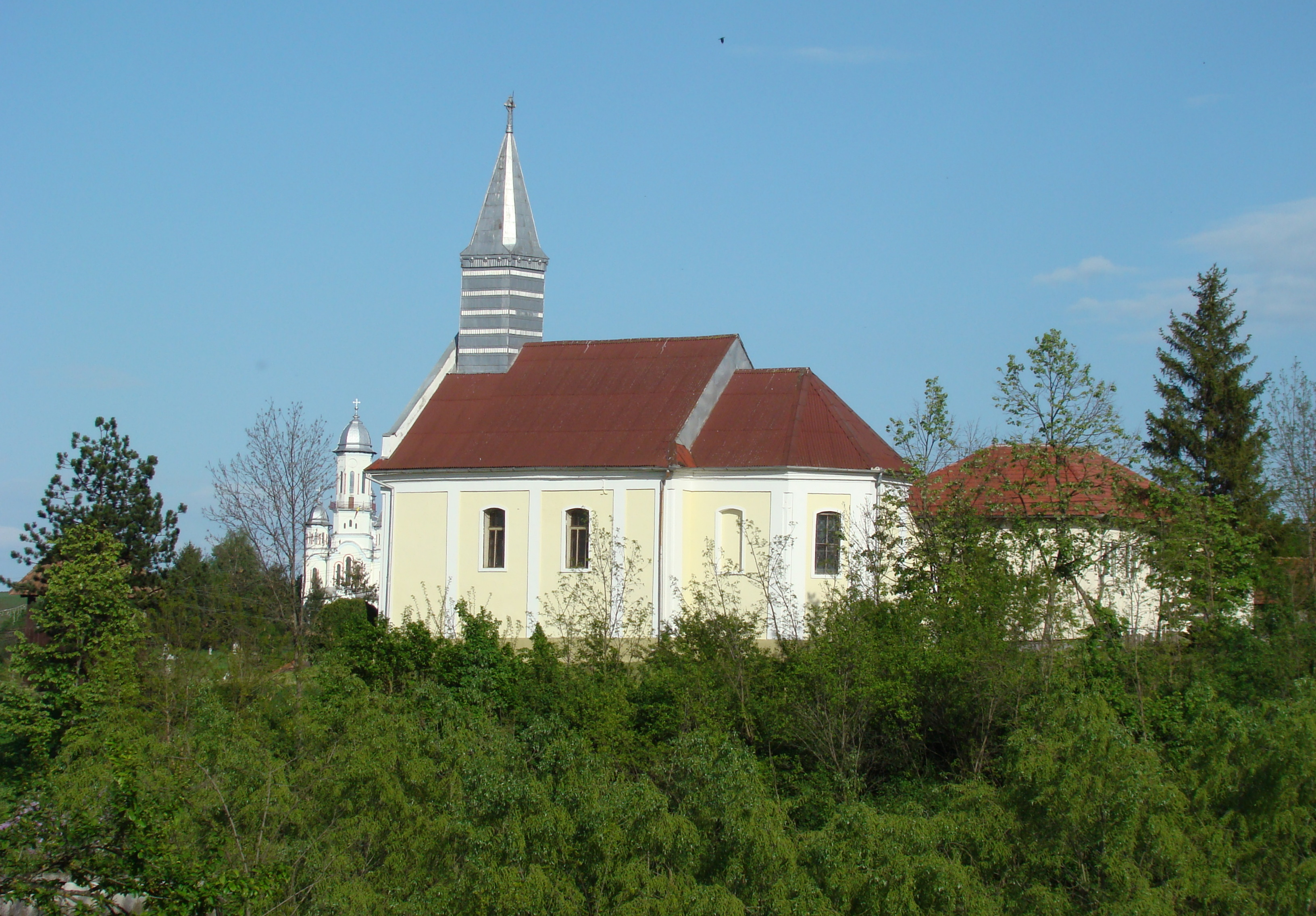
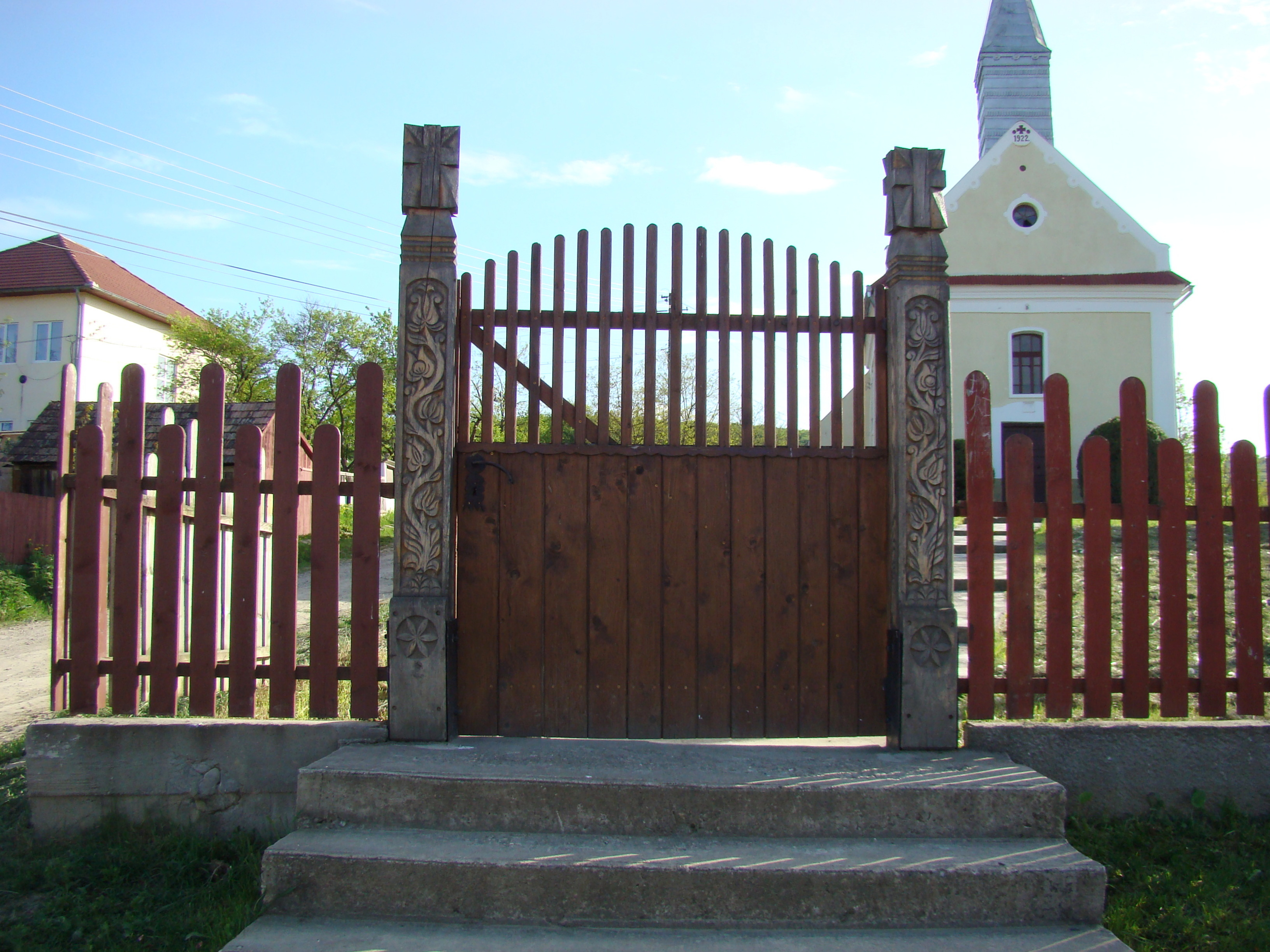
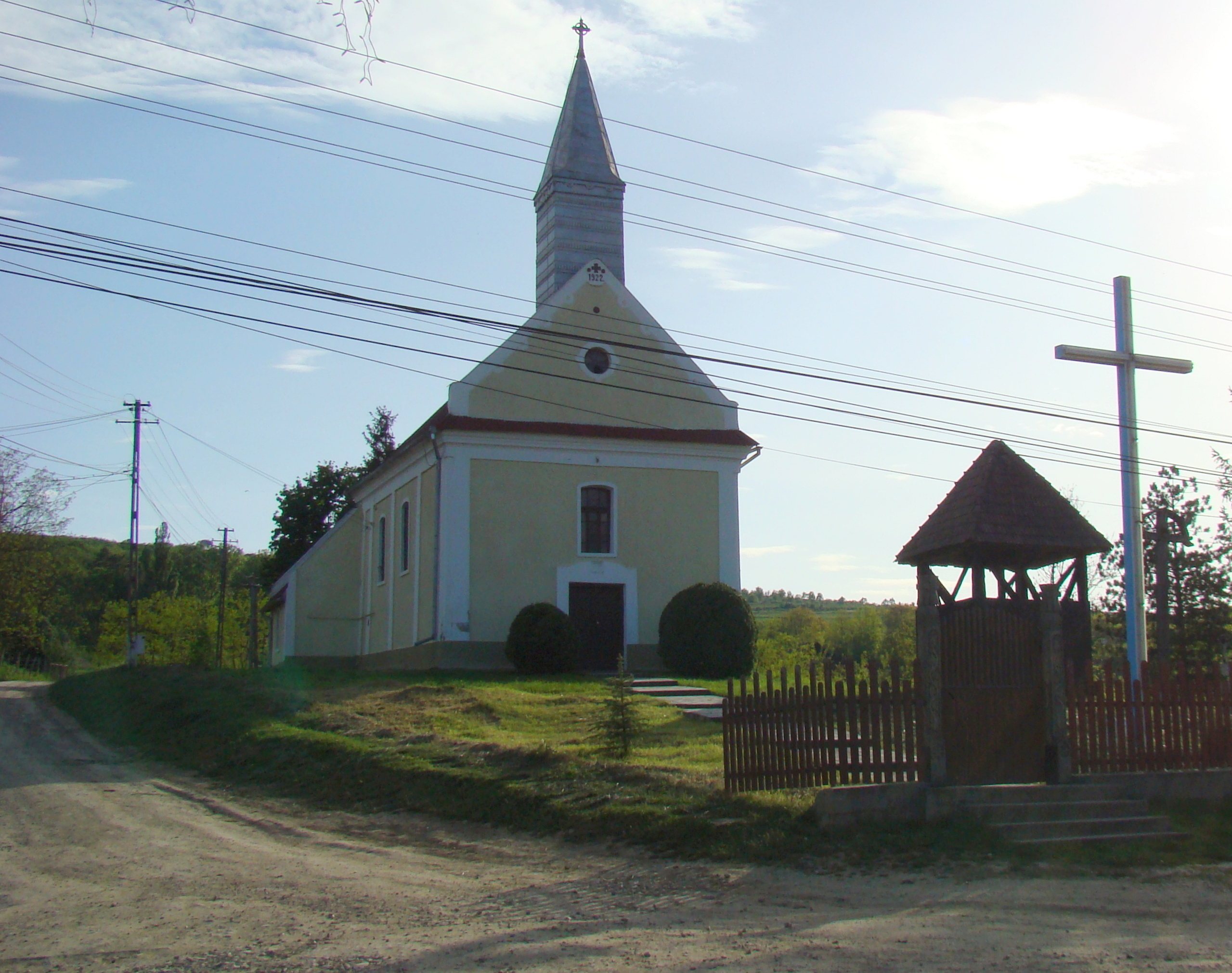
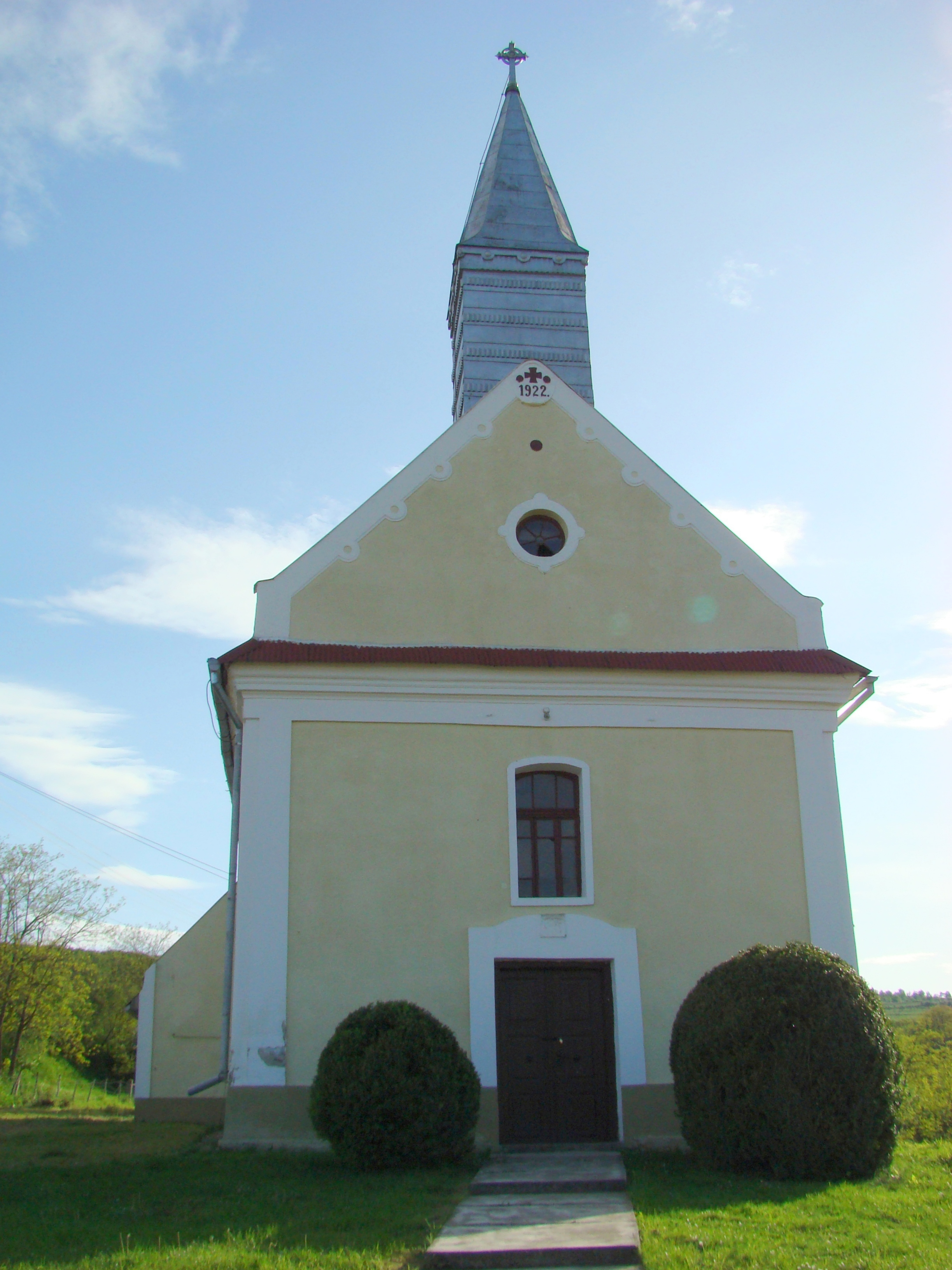
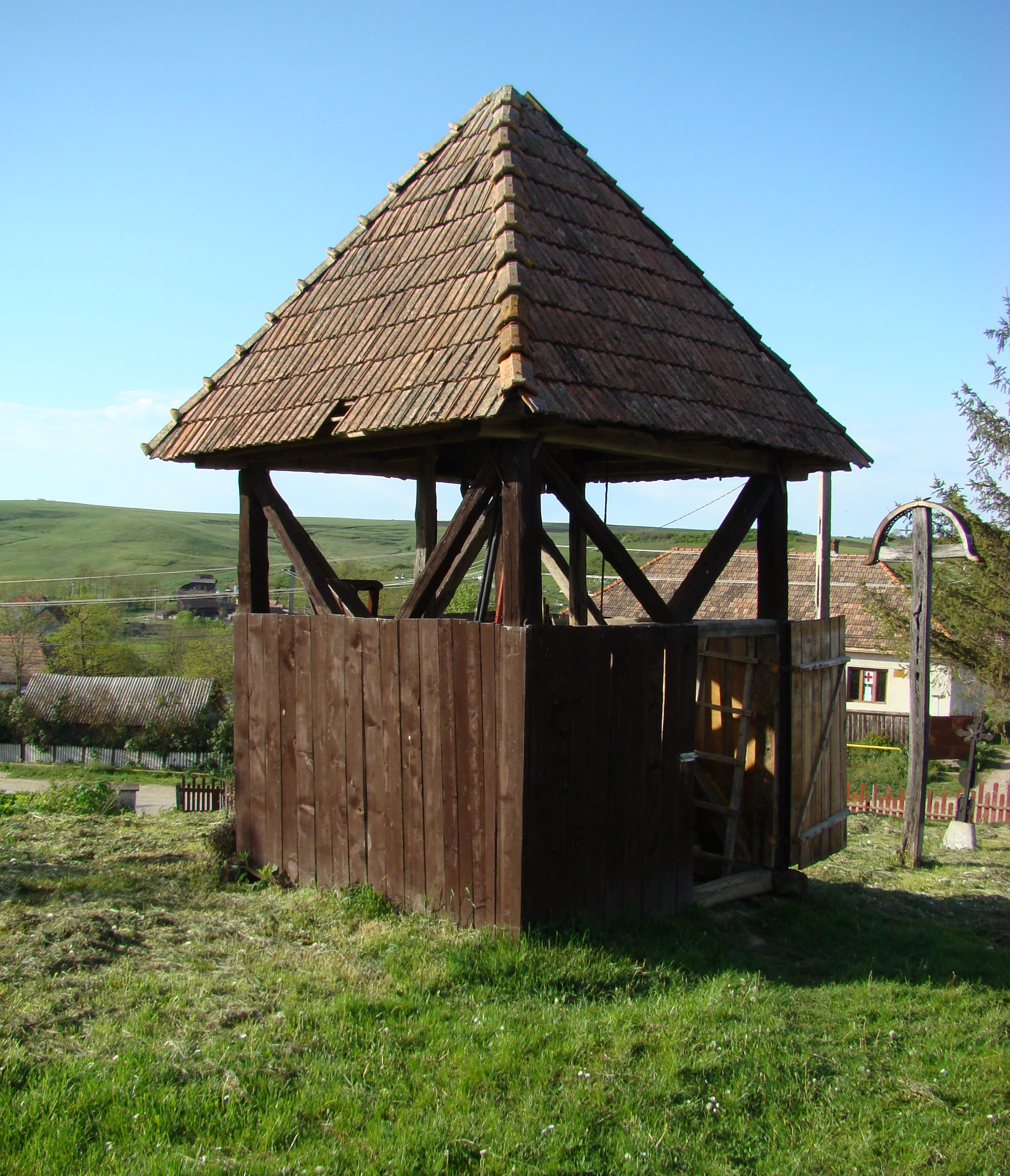
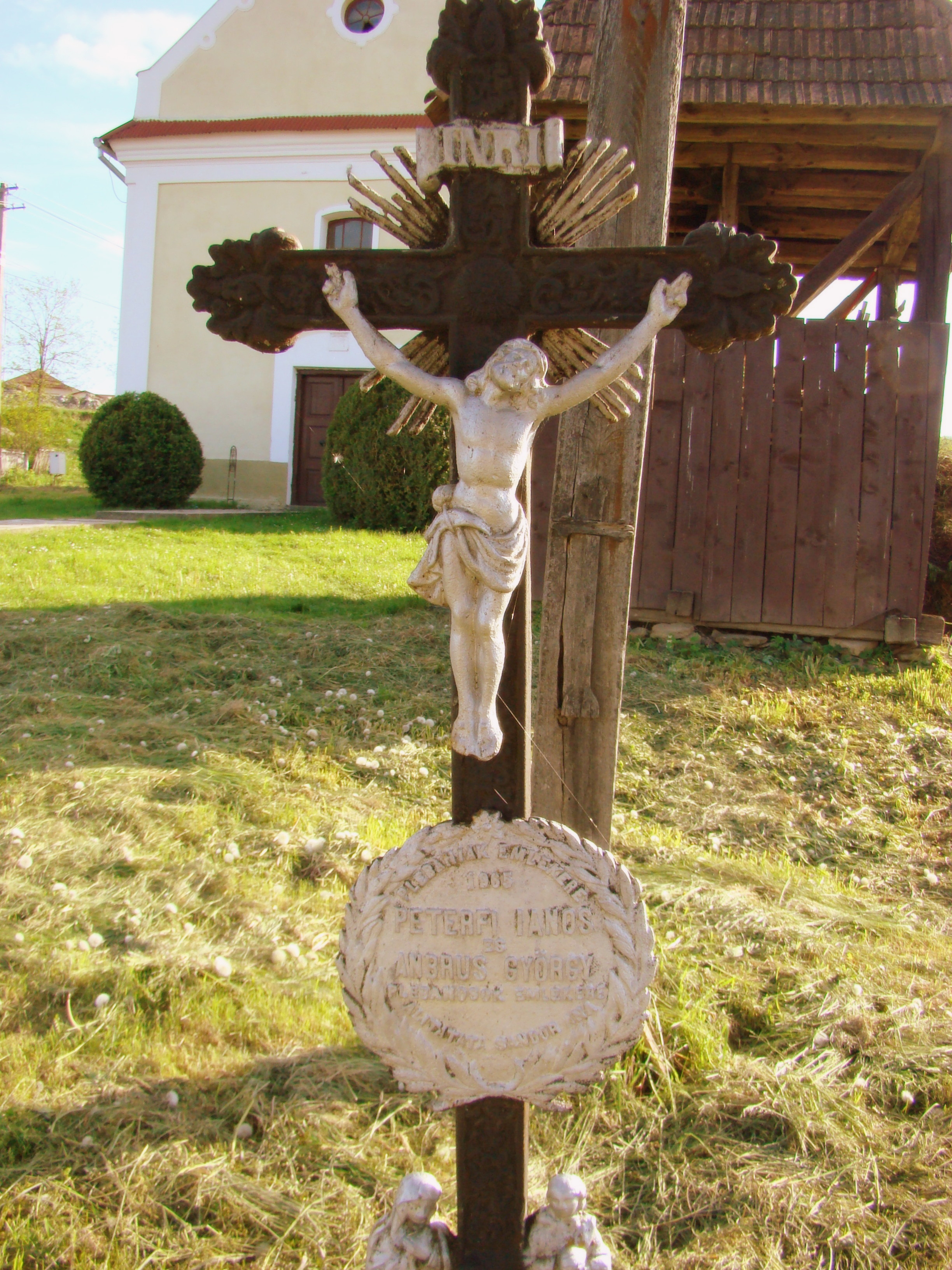
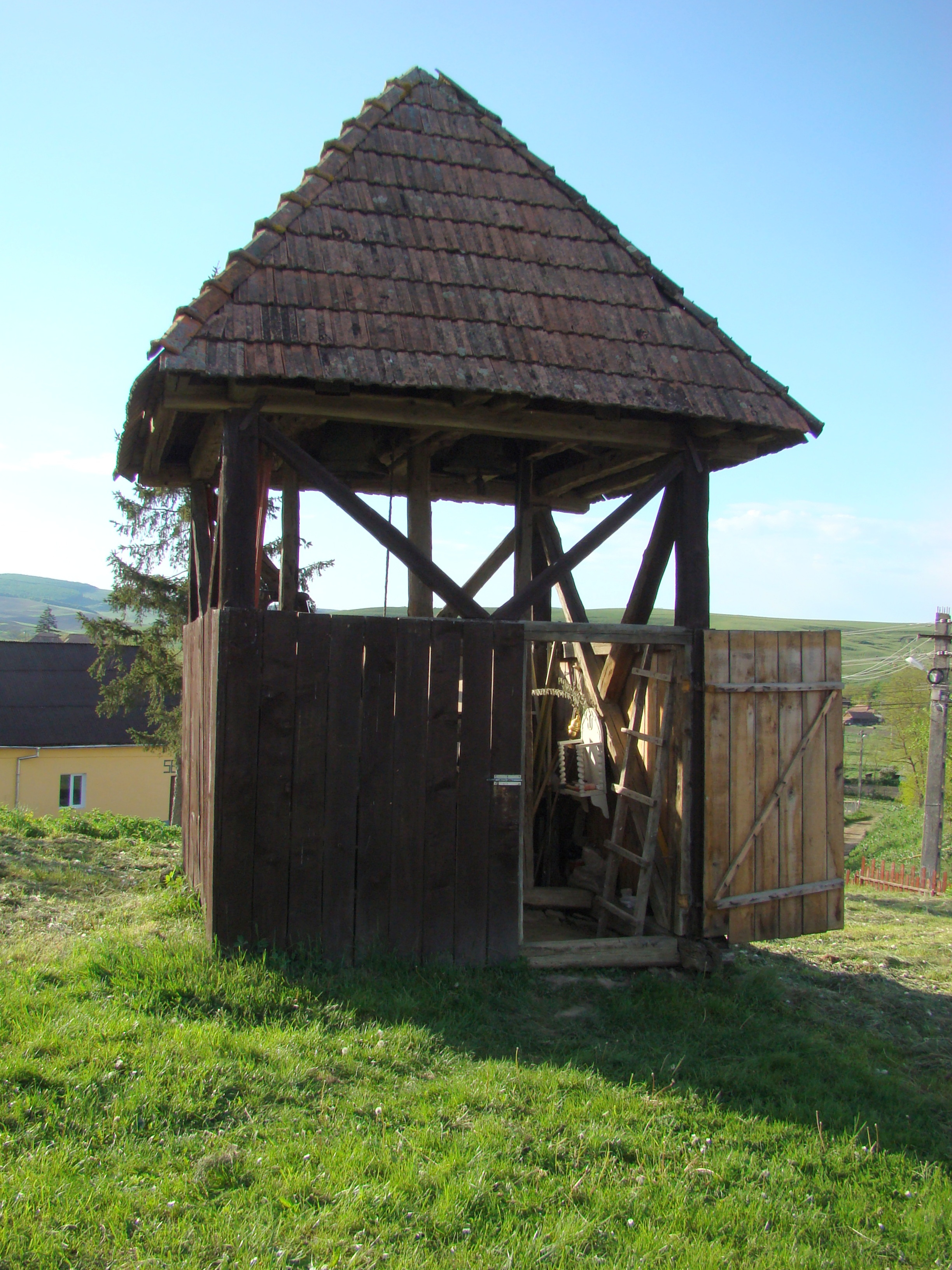
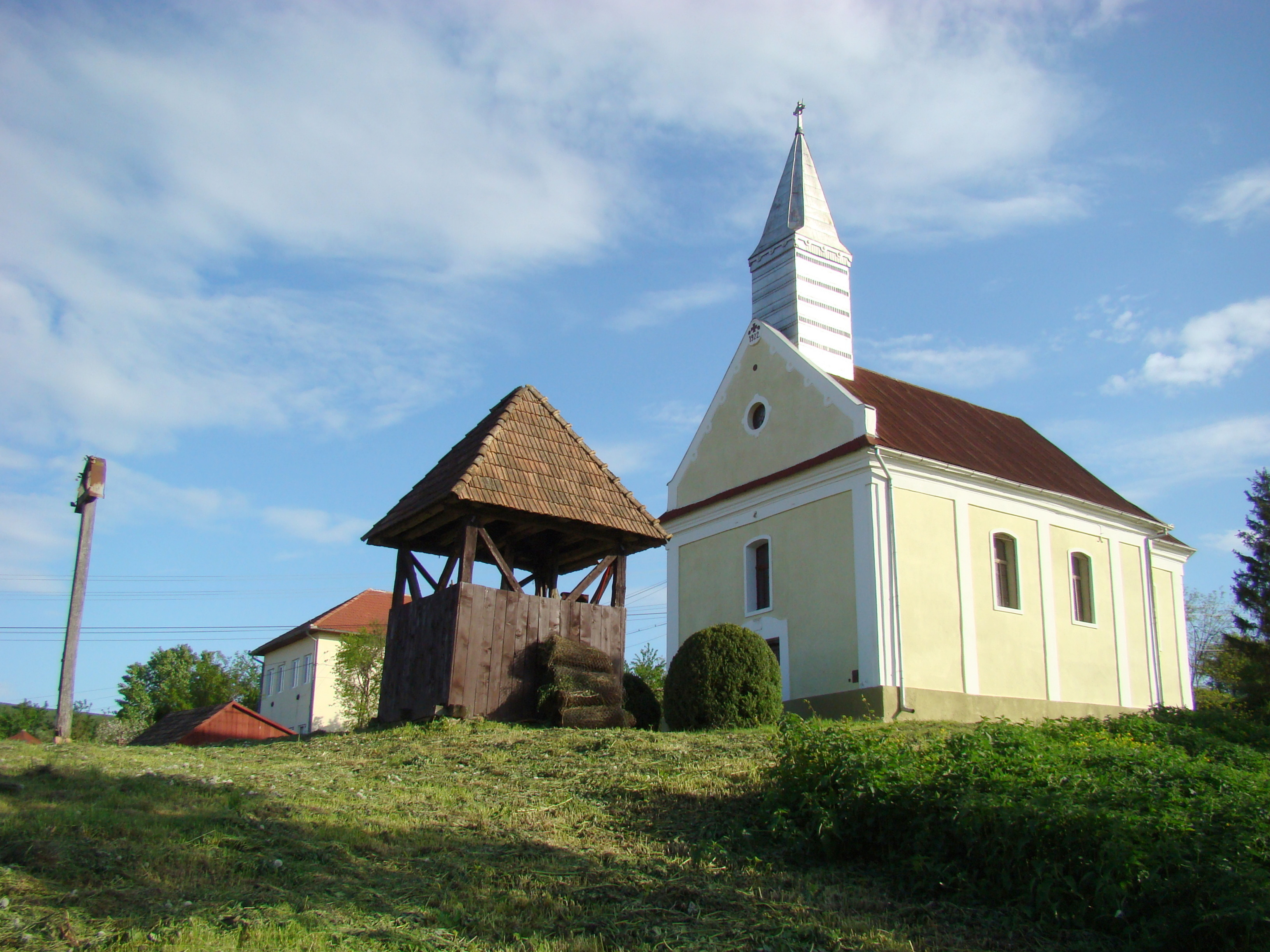
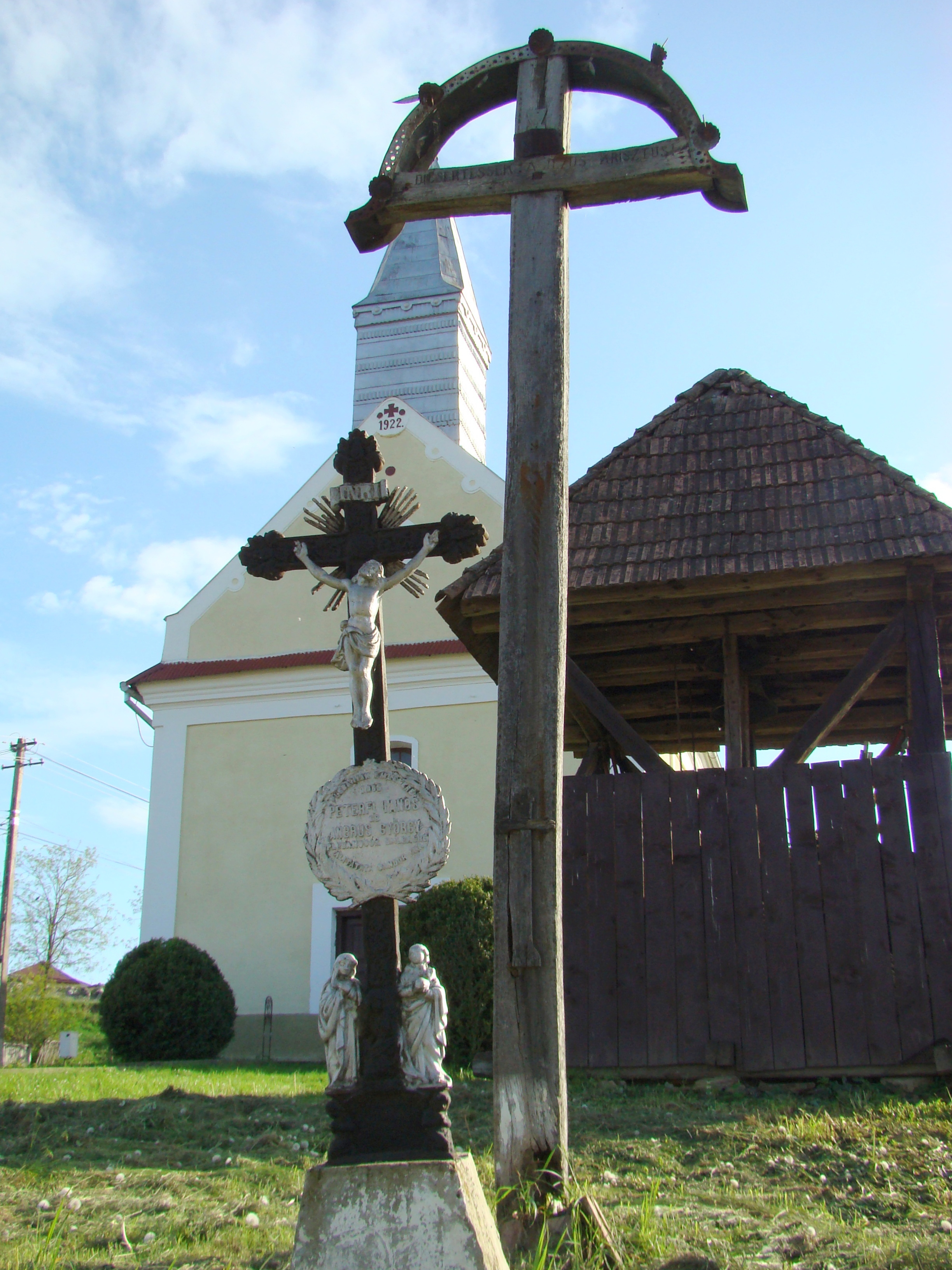
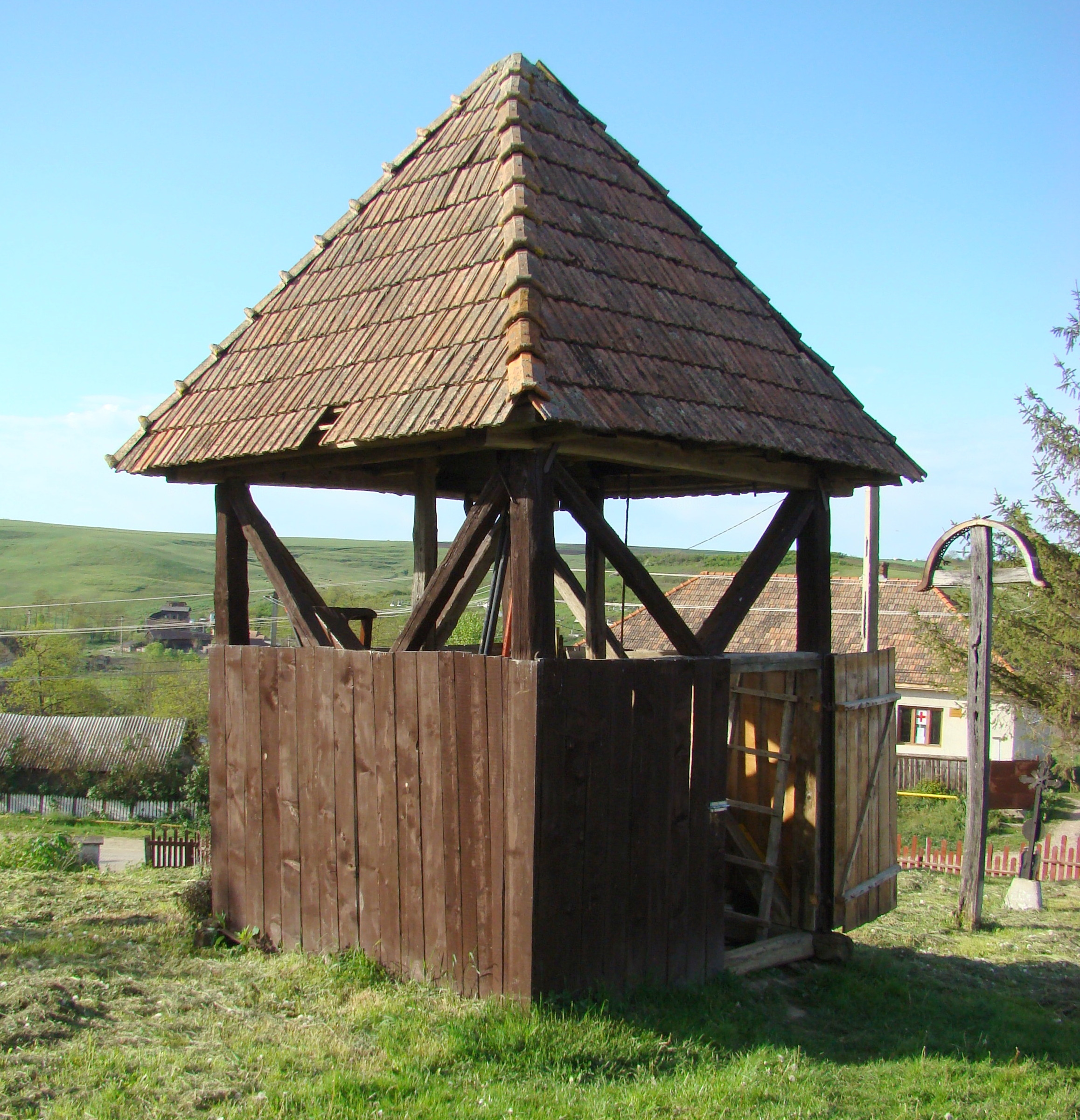
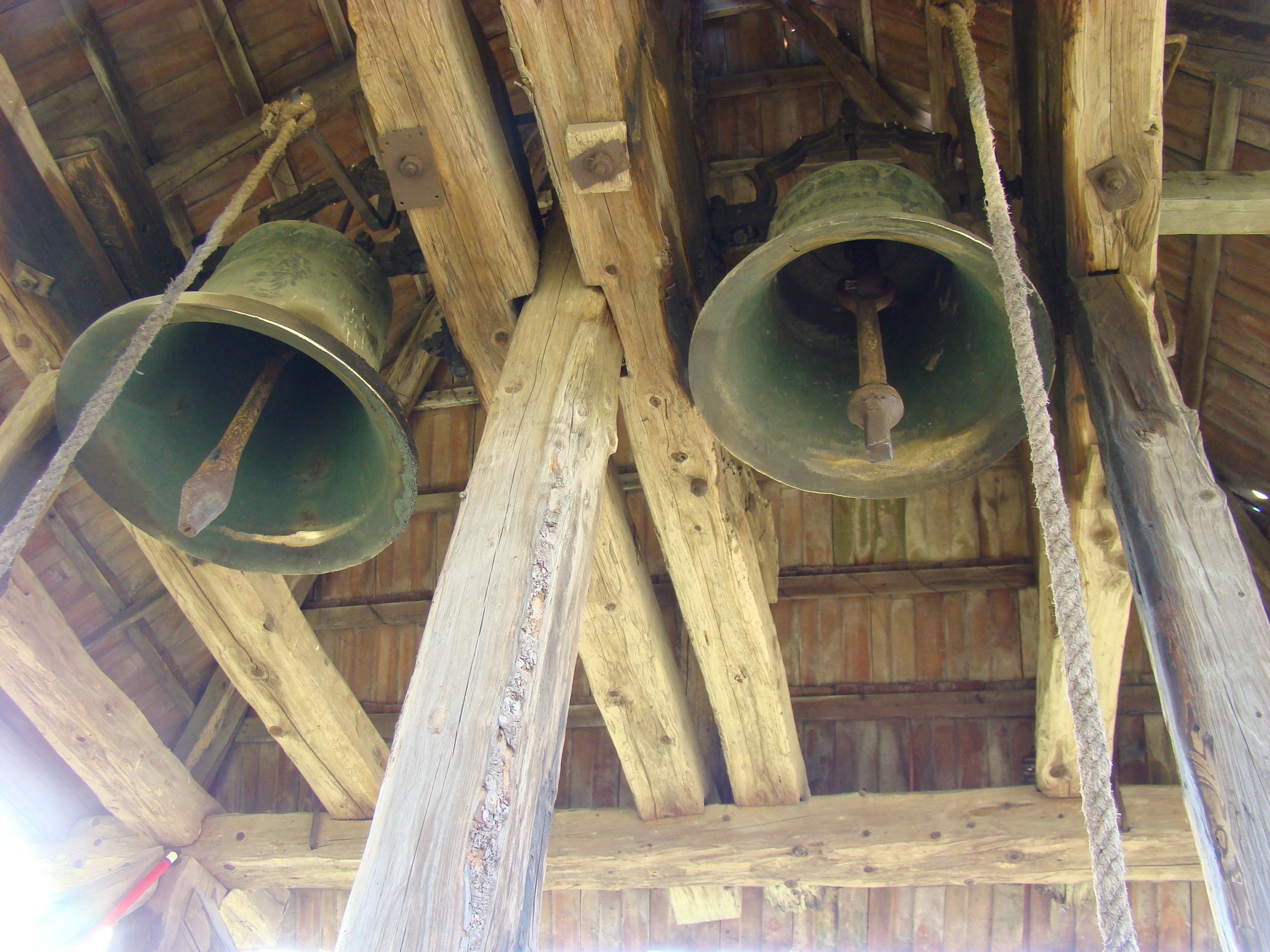
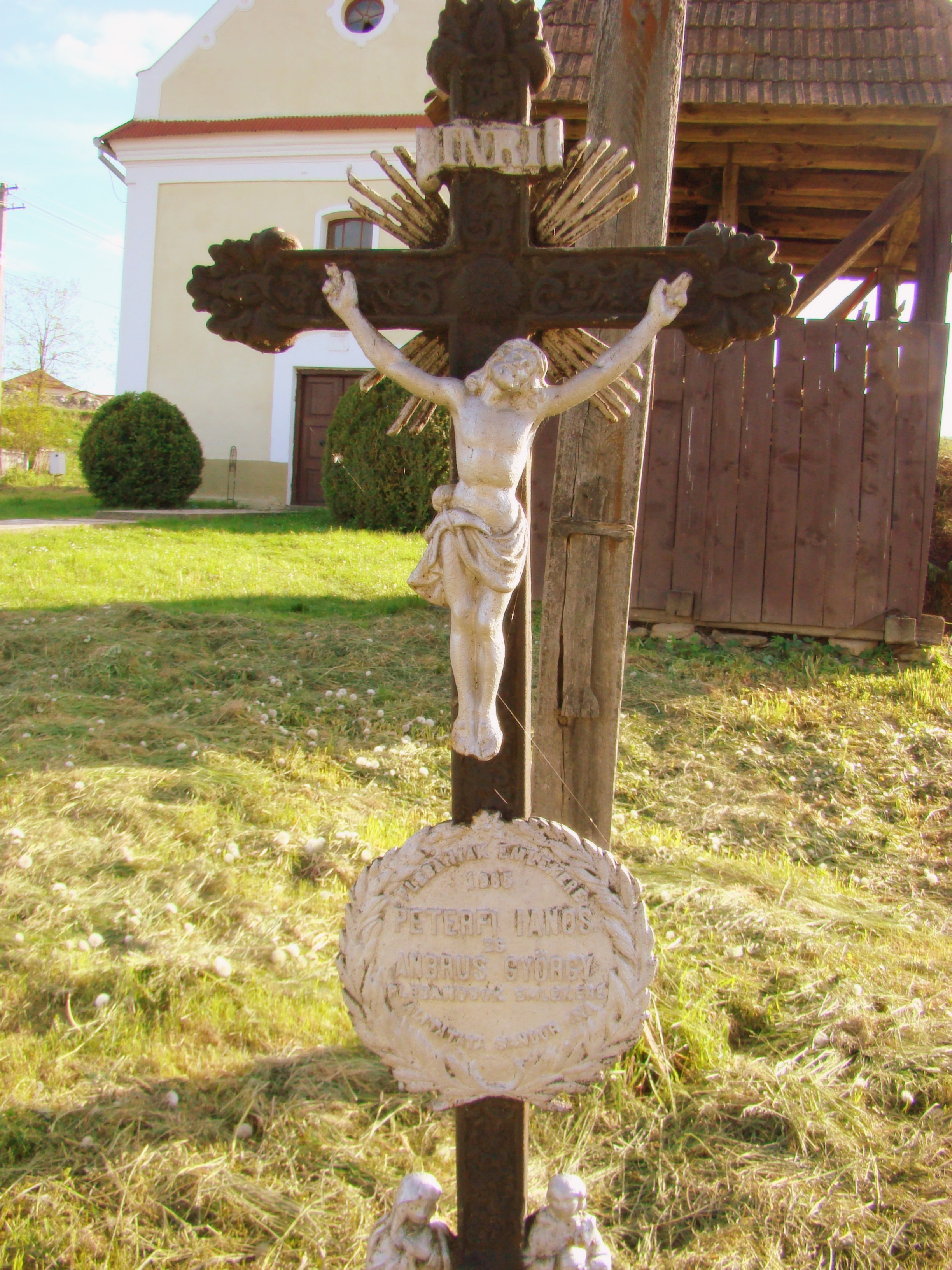
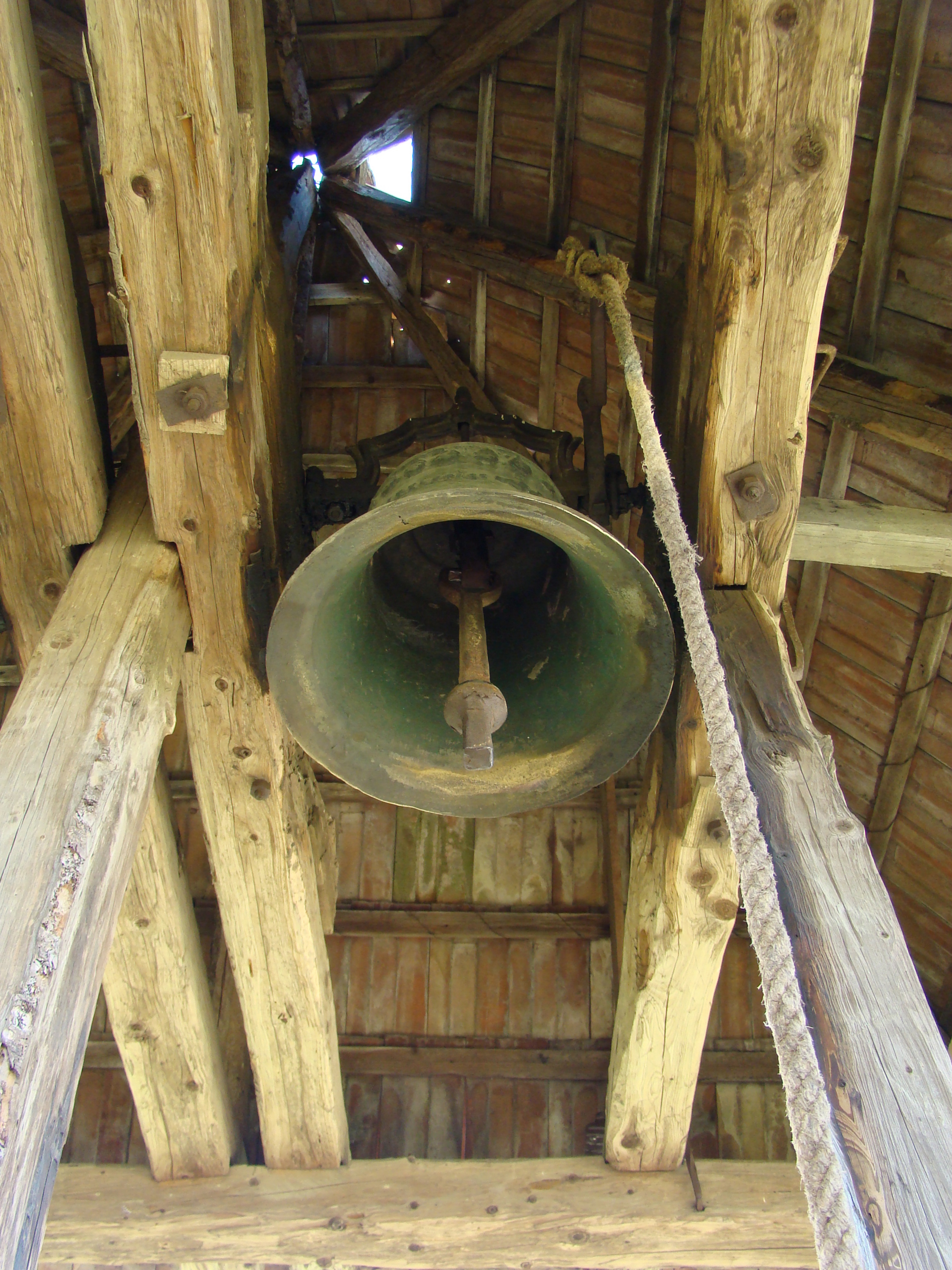
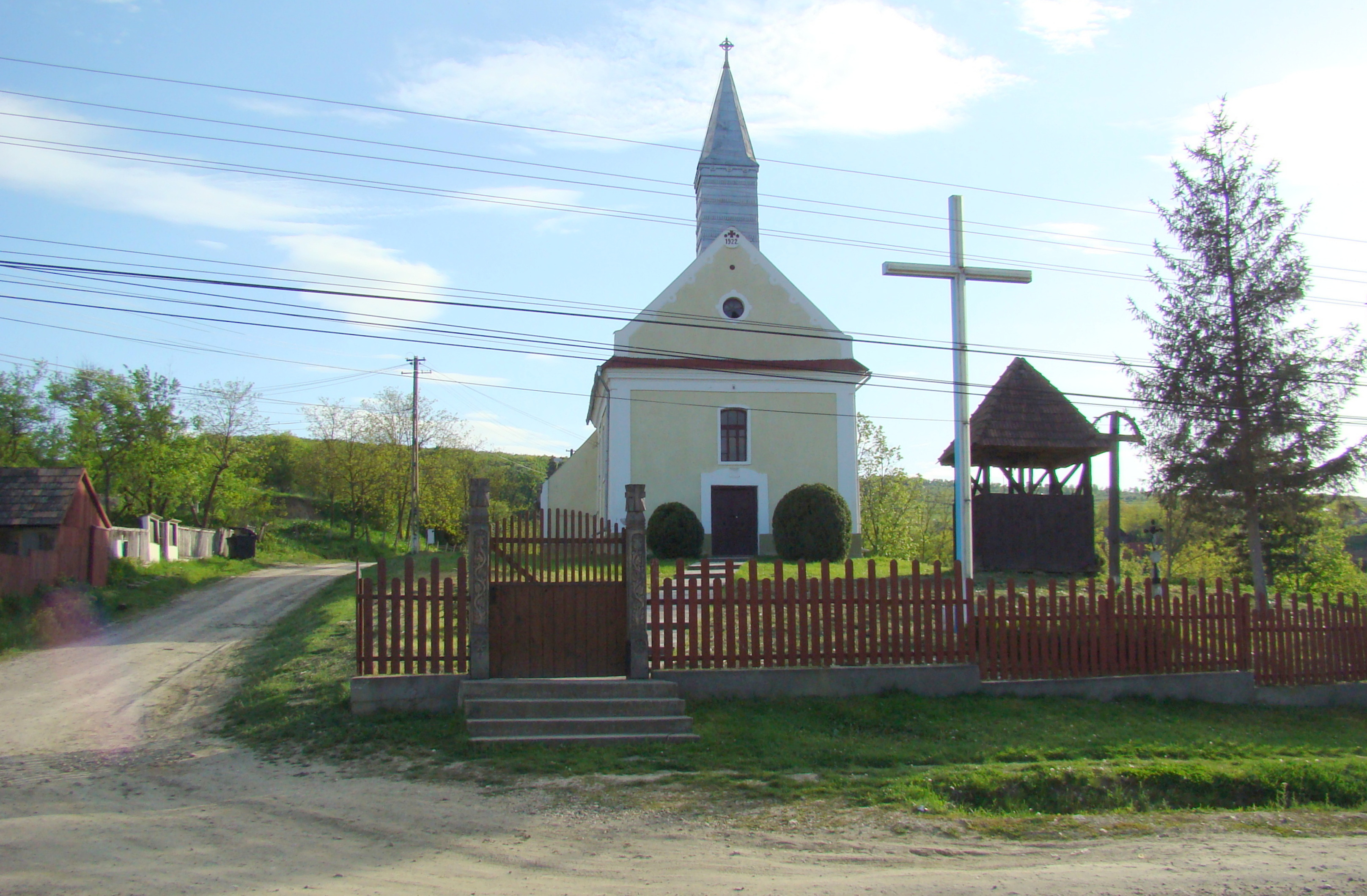

## Imagini din interior

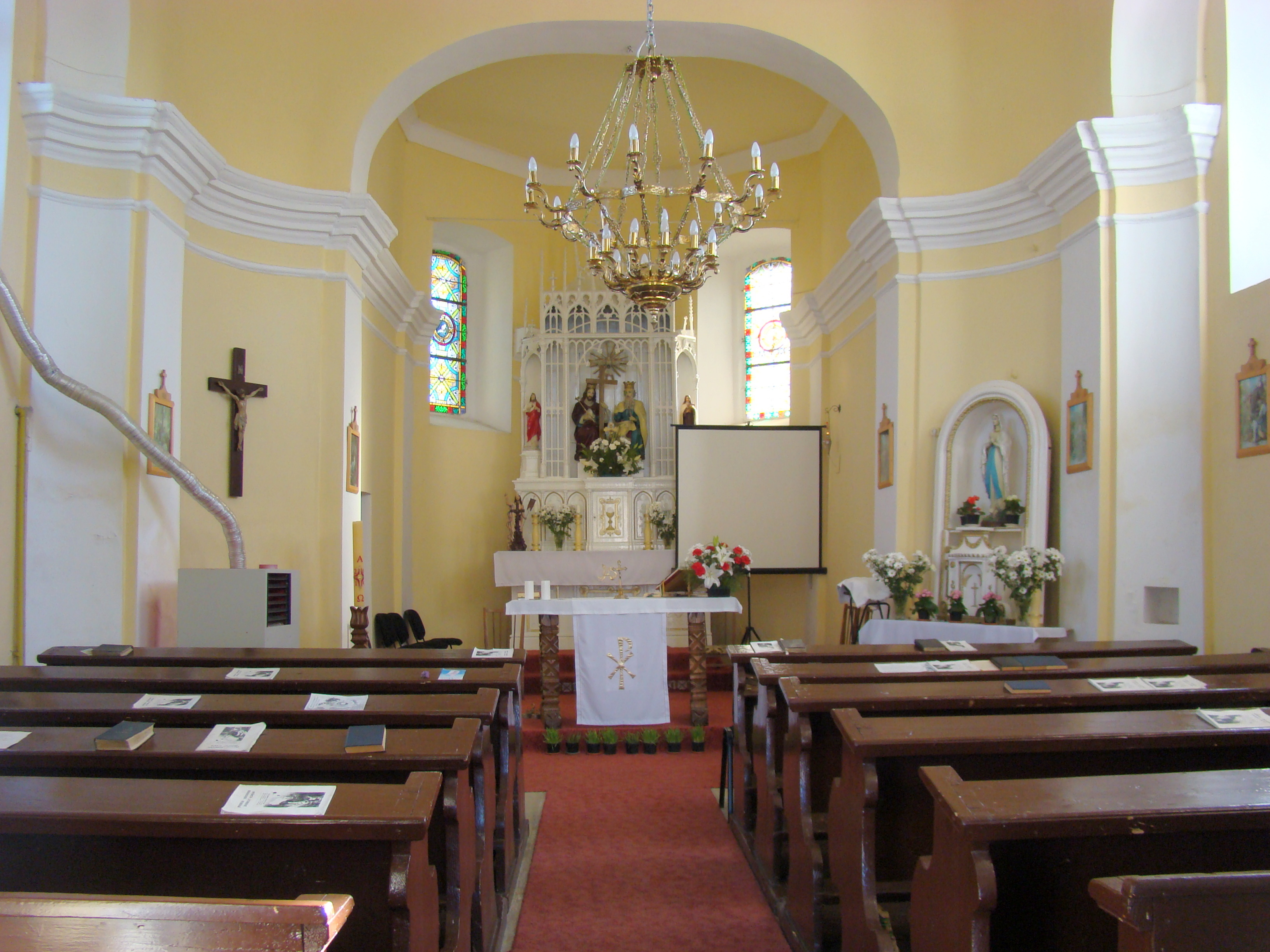
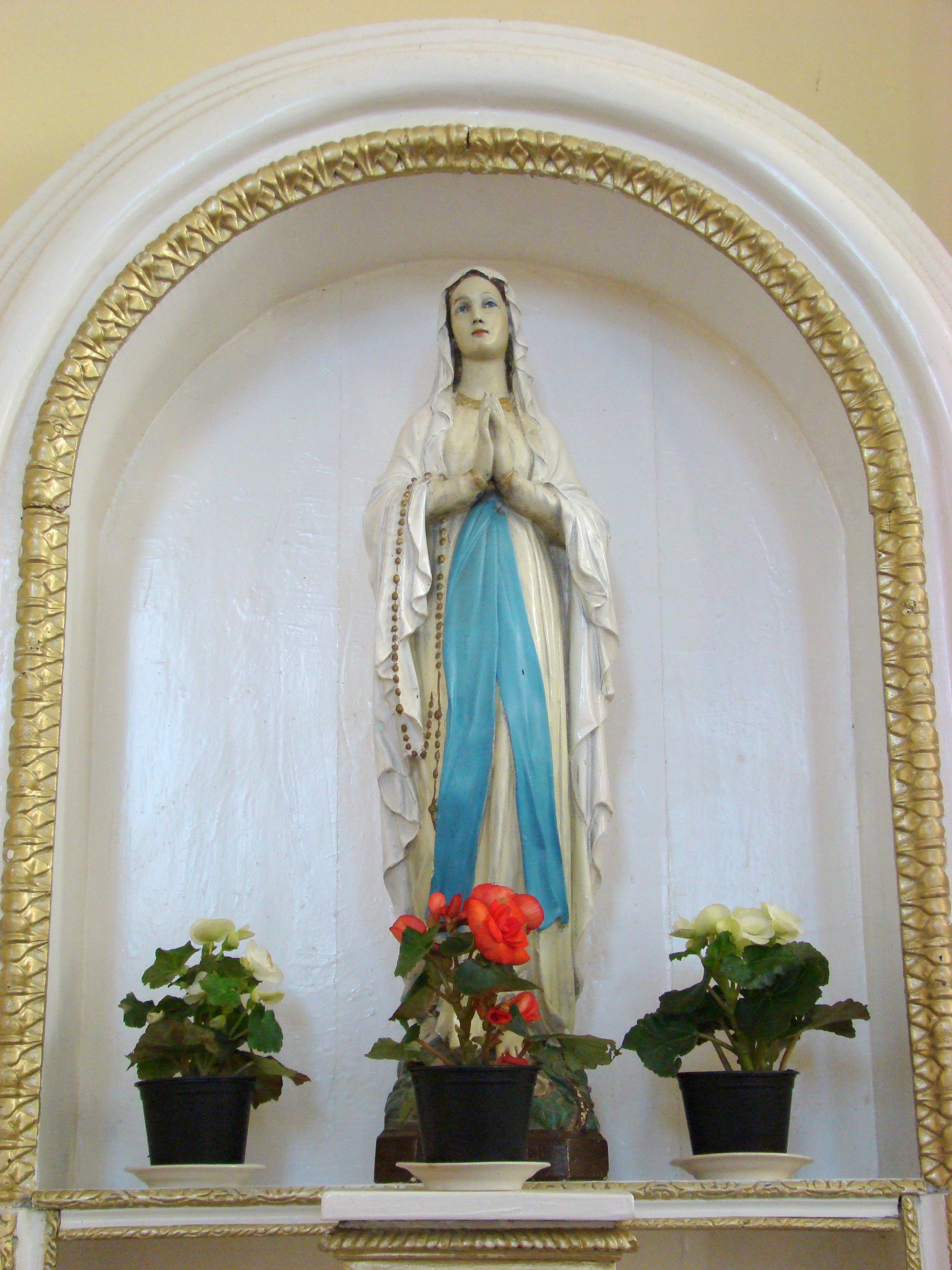
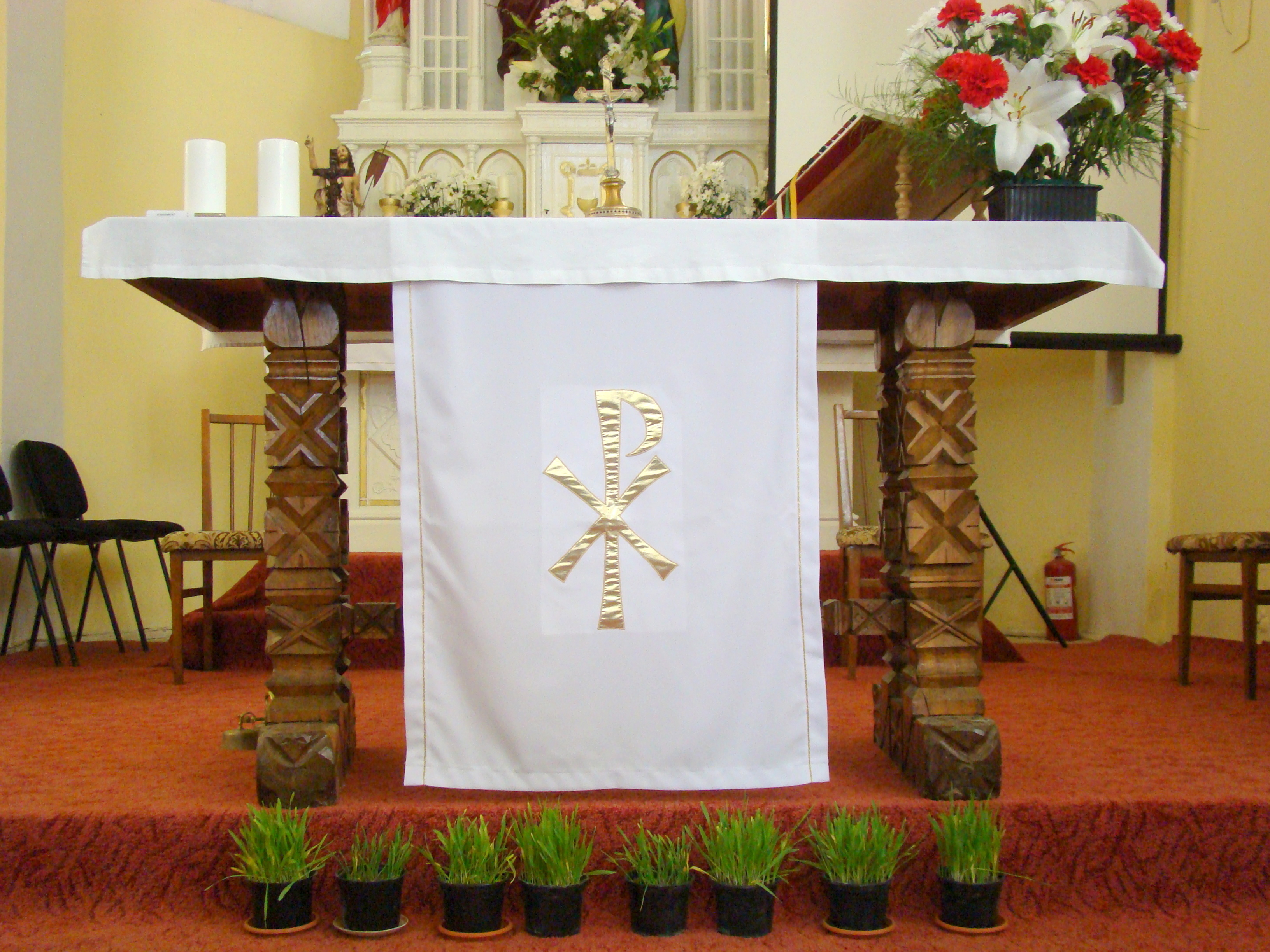
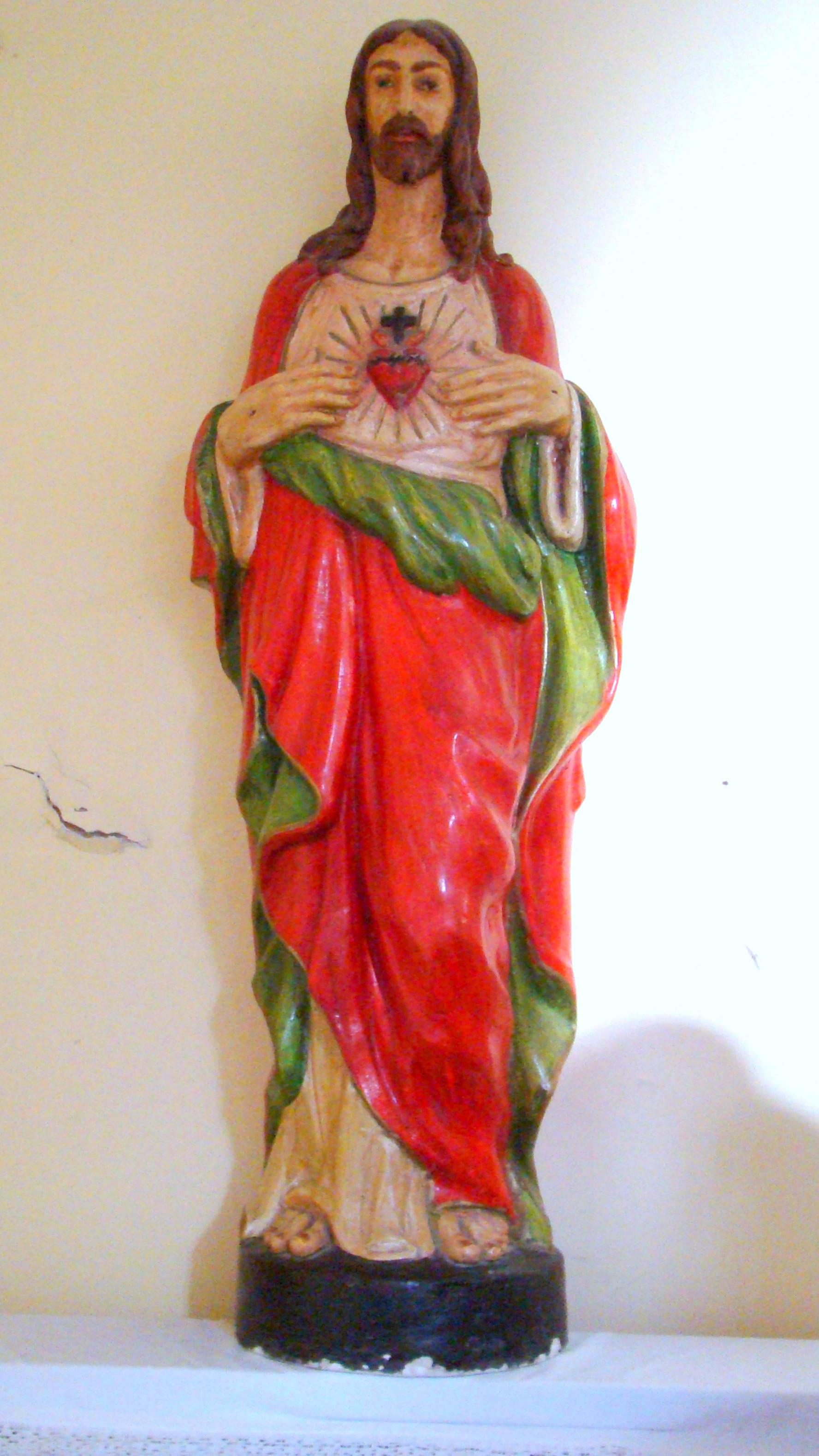
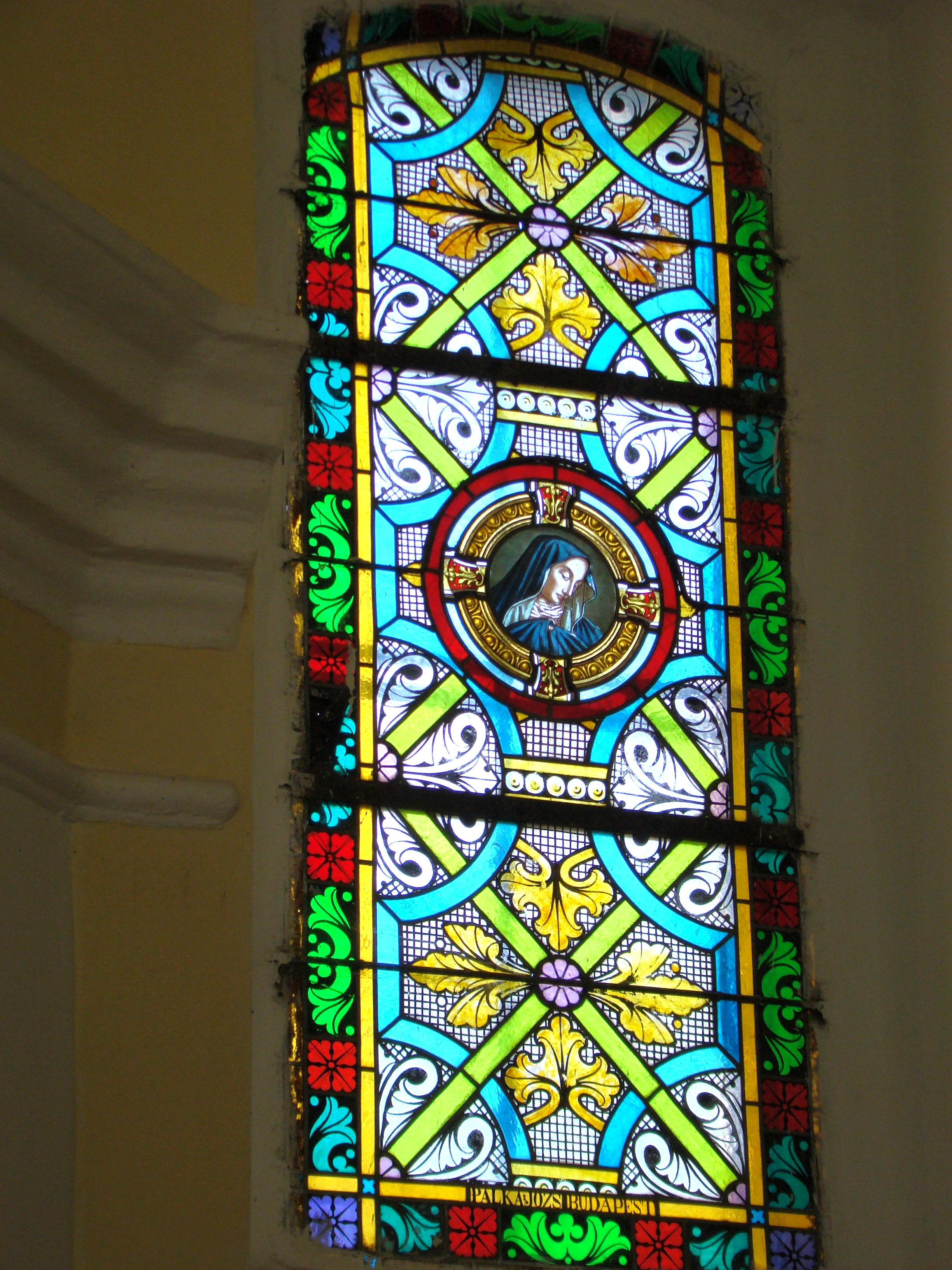
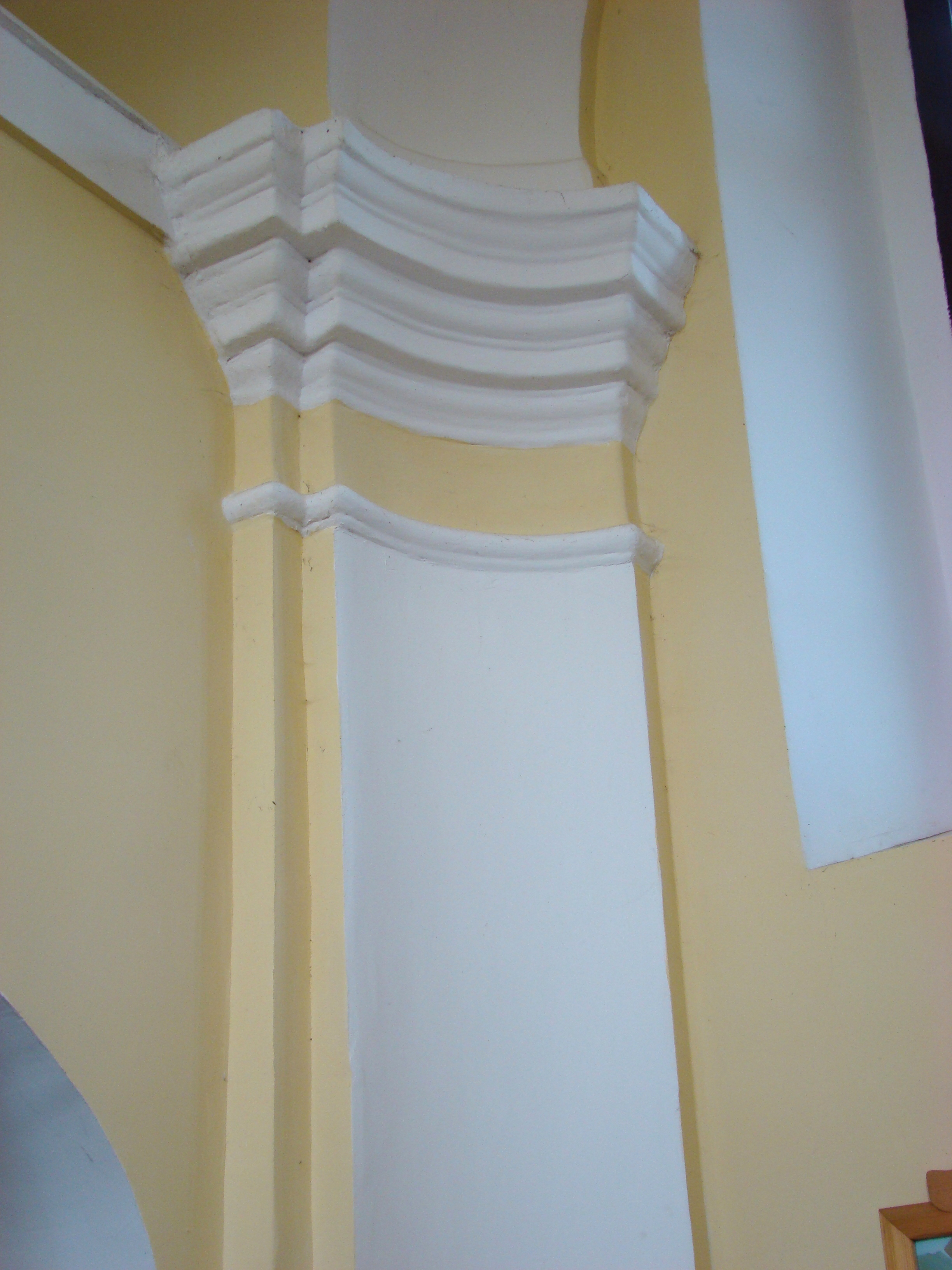
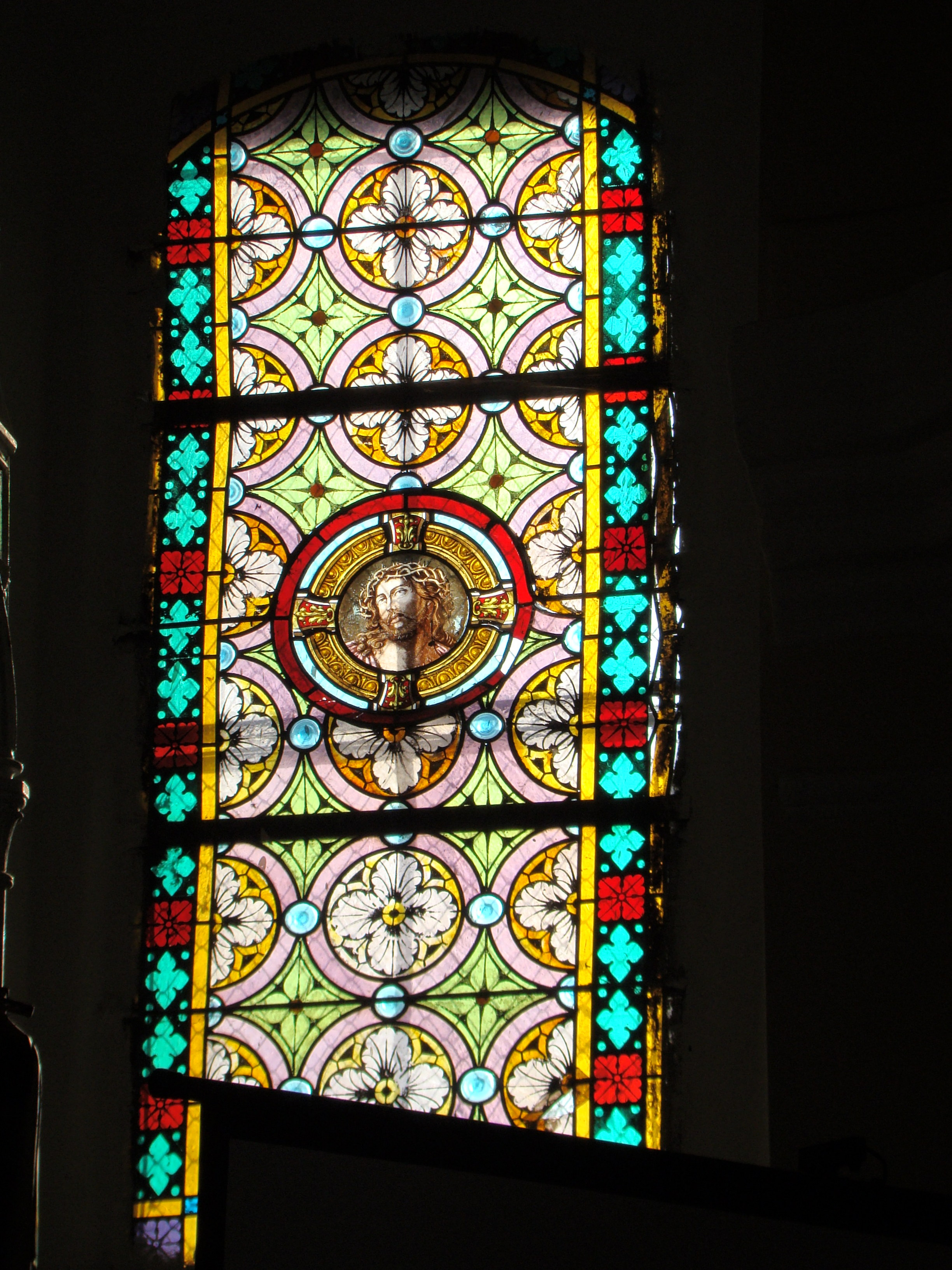
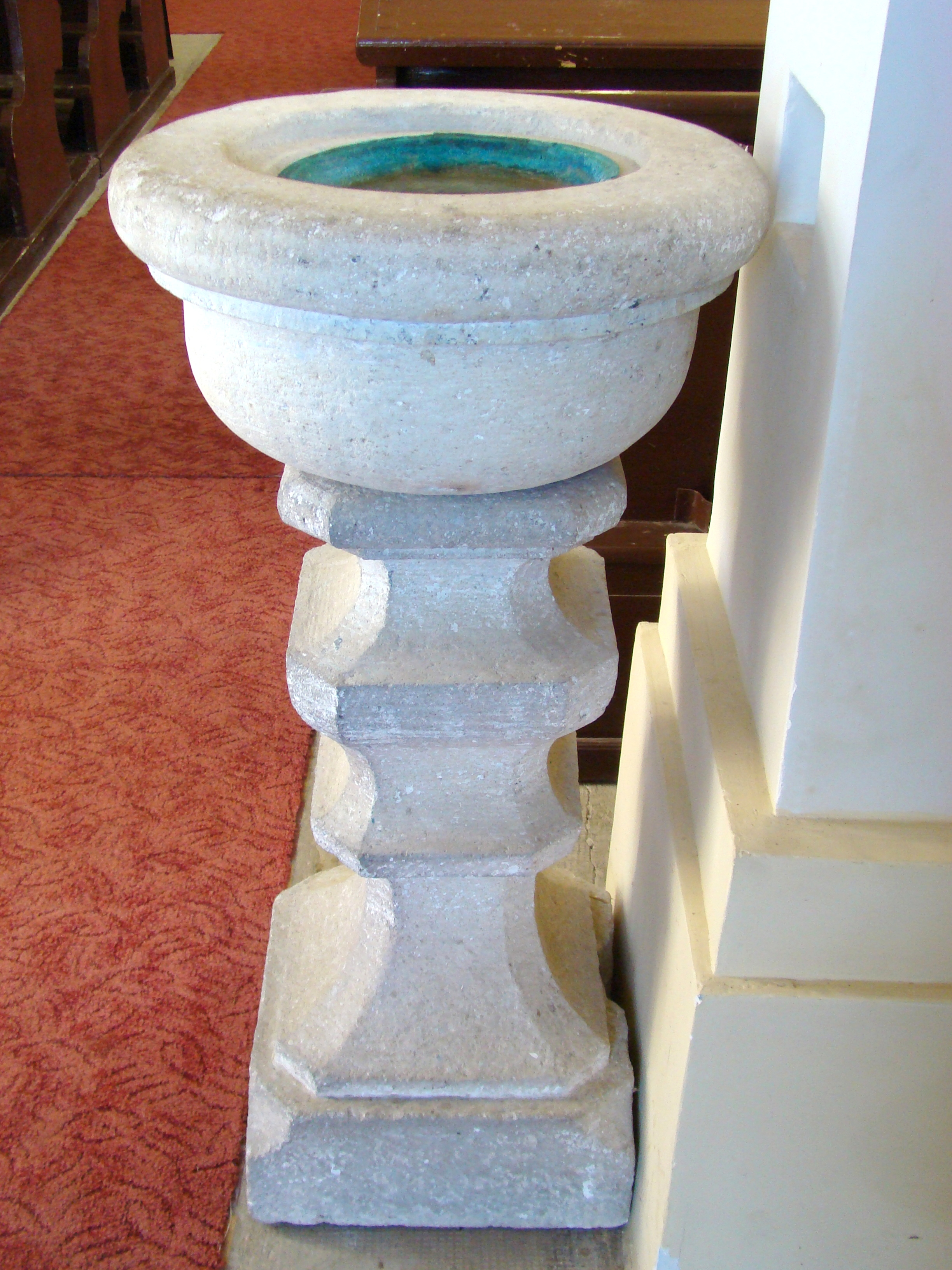
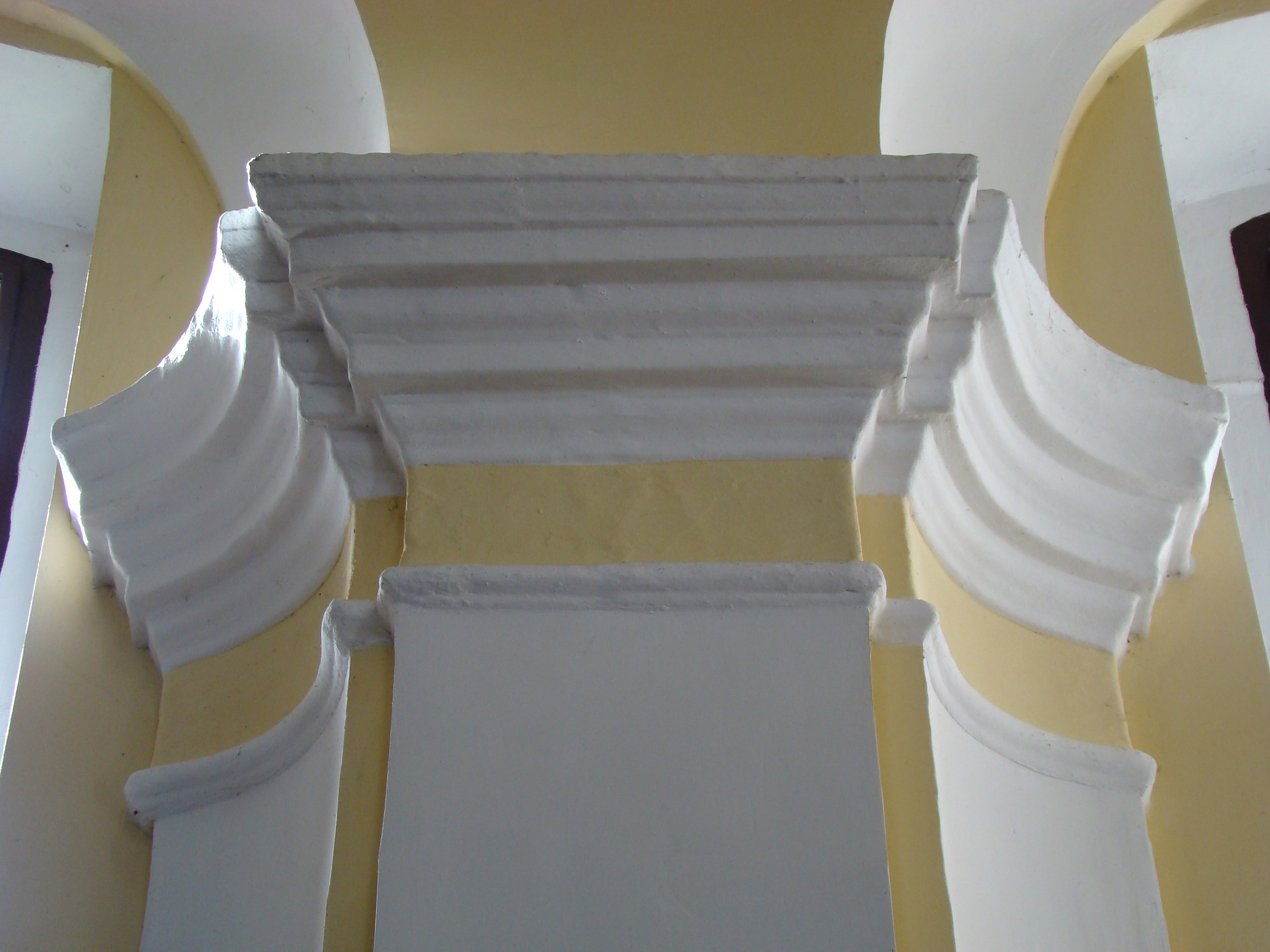
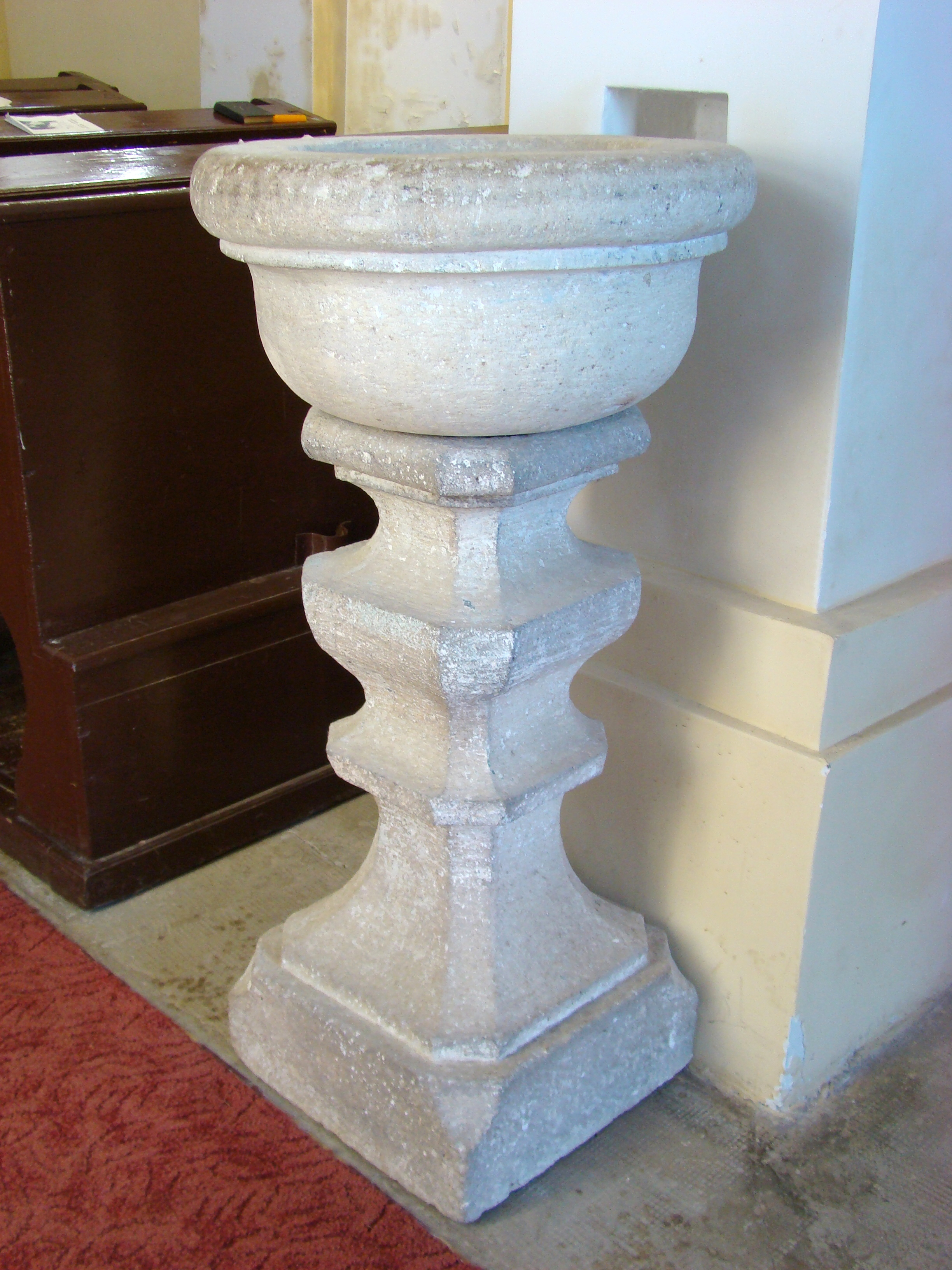
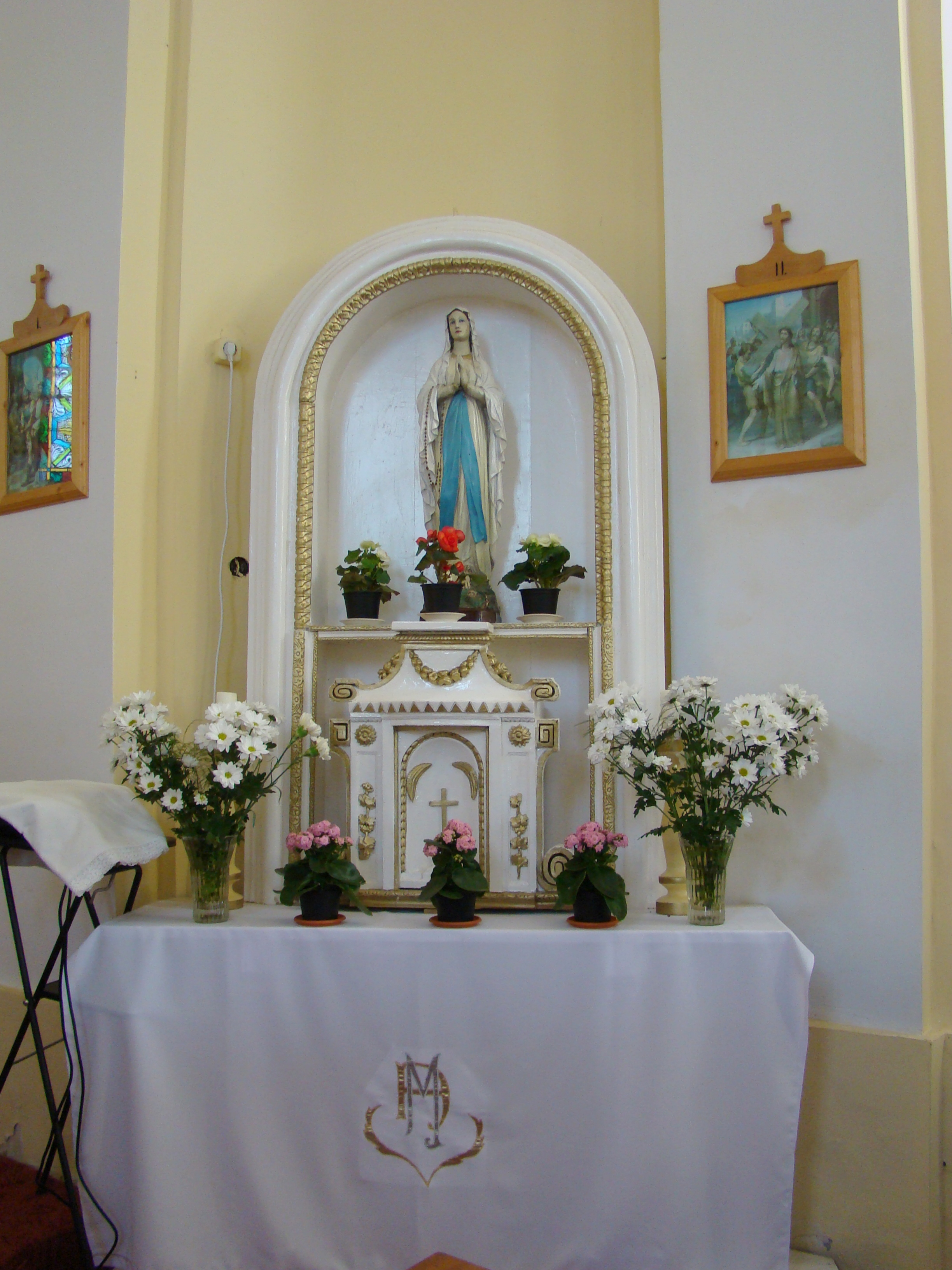
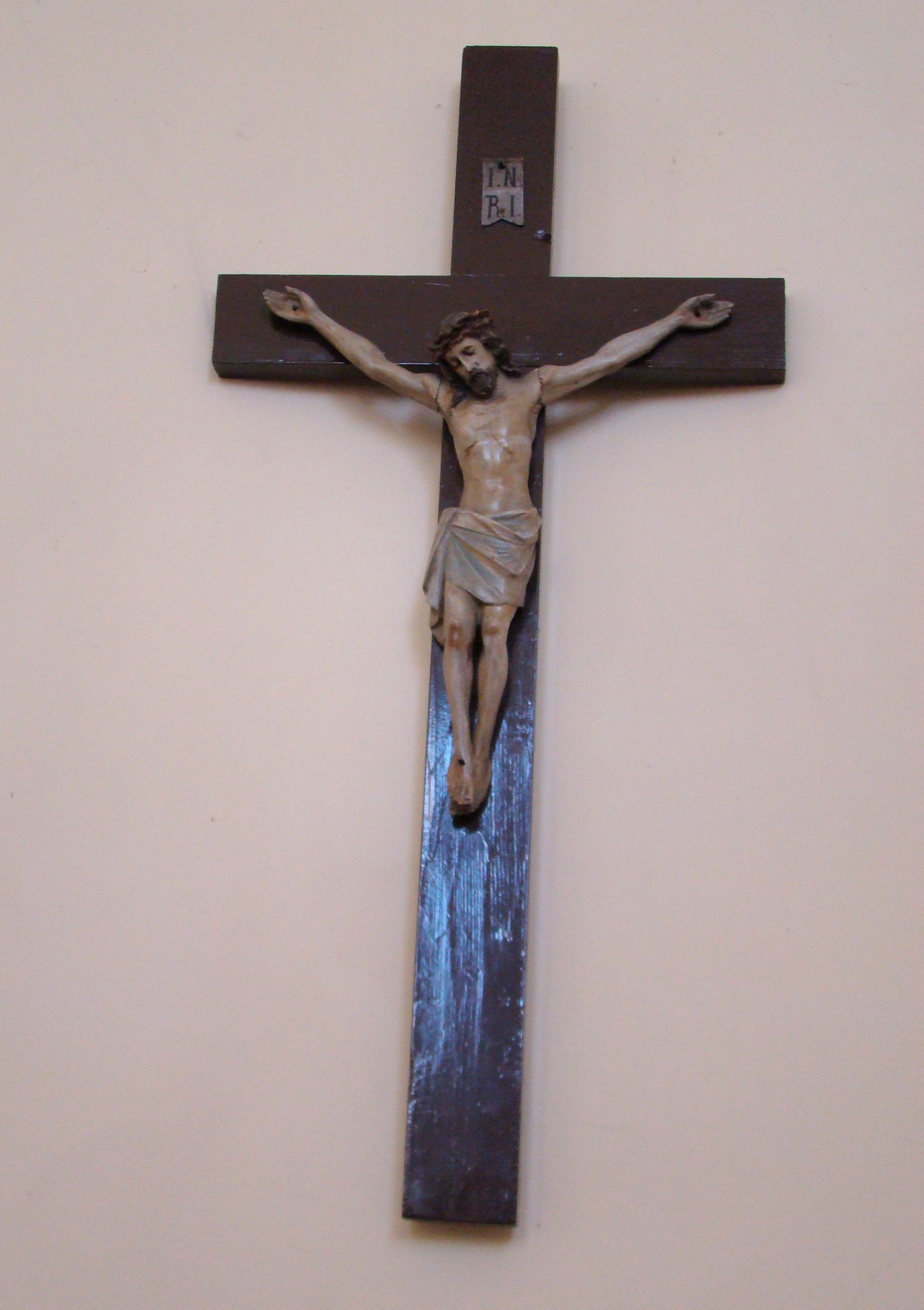
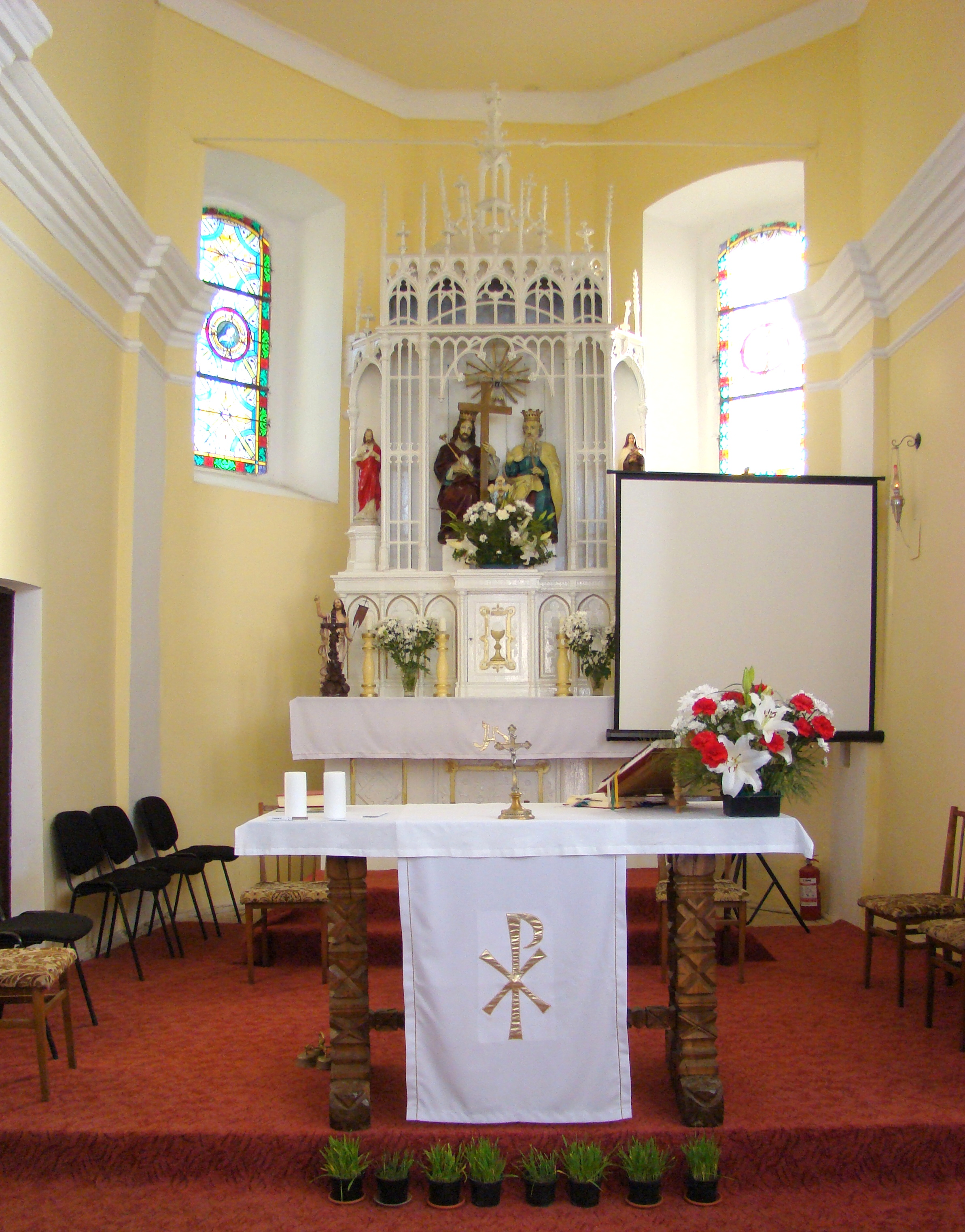
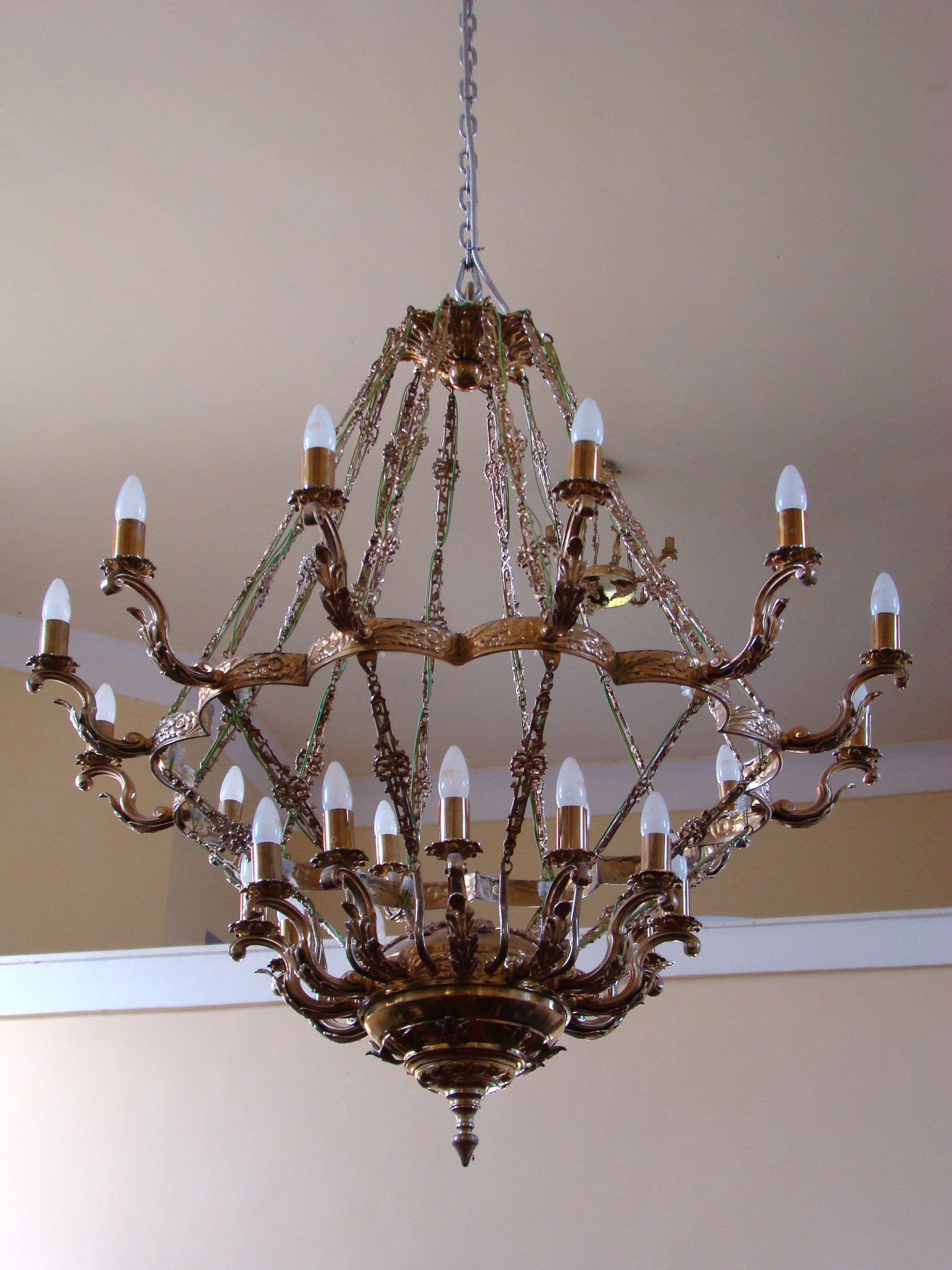
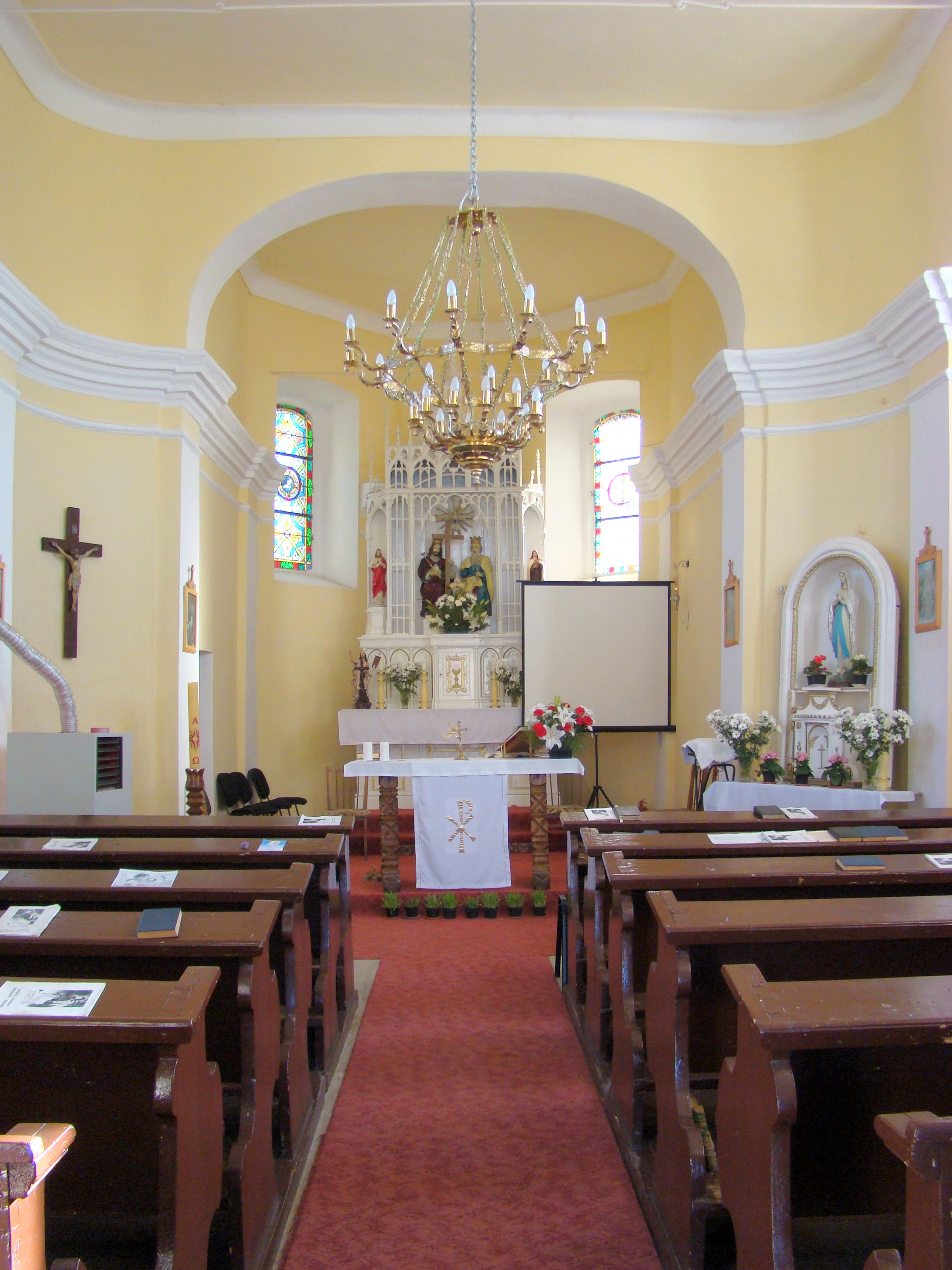

## Vezi și
- Cătina, Cluj